# Paul Kagame
Paul Kagame ( /kəˈɡɑːmeɪ/; Gitarama, 23 de octubre de 1957) es un político y ex oficial militar ruandés que ha sido el Presidente de Ruanda desde el año 2000, hasta el 2003 como presidente interino. Anteriormente fue comandante del Frente Patriótico Ruandés (FPR), una fuerza rebelde armada que invadió Ruanda en 1990 y fue uno de los bandos del conflicto durante la Guerra Civil de Ruanda y la fuerza armada que puso fin al genocidio ruandés. 
Además, Kagame fue considerado el líder de facto de Ruanda cuando fue vicepresidente de Ruanda y ministro de Defensa bajo la presidencia de Pasteur Bizimungu desde 1994 hasta 2000, tras lo cual se abolió el cargo de vicepresidente.
Nacido en una familia tutsi en el sur de Ruanda, que huyó a Uganda cuando tenía dos años, pasó el resto de su infancia allí durante la Revolución Ruandesa, que puso fin al dominio político tutsi. En la década de 1980, Kagame luchó en el ejército rebelde de Yoweri Museveni, convirtiéndose en un alto oficial del ejército ugandés después de que muchas victorias militares llevaran a Museveni a la Presidencia de Uganda. Kagame se unió al FPR, tomando el control del grupo cuando el líder anterior, Fred Rwigyema, murió el segundo día de la invasión de 1990. Para 1993, el FPR controlaba un territorio significativo en Ruanda y se negoció un alto el fuego. El asesinato del presidente ruandés Juvénal Habyarimana desencadenó el genocidio ruandés, en el que extremistas hutu mataron a un estimado de 500,000 a 800,000 tutsis y hutus moderados. Kagame reanudó la guerra civil y puso fin al genocidio con una victoria militar.
Durante su vicepresidencia, Kagame controlaba el ejército nacional y era responsable de mantener el poder del gobierno, mientras otros funcionarios comenzaban a reconstruir el país. Muchos soldados del FPR llevaron a cabo asesinatos de represalia. Kagame dijo que no apoyaba estos asesinatos, pero no logró detenerlos. Se formaron campos de refugiados hutus en Zaire y otros países, y el FPR atacó los campos en 1996, pero los insurgentes continuaron atacando Ruanda. Como parte de la invasión, Kagame patrocinó dos guerras rebeldes en Zaire. Los rebeldes respaldados por Ruanda y Uganda ganaron la primera guerra (1996-97), instalando a Laurent-Désiré Kabila como presidente en lugar del dictador Mobutu y devolviendo a Zaire su nombre anterior a Mobutu, la República Democrática del Congo (RDC). La segunda guerra se lanzó en 1998 contra Kabila, y luego contra su hijo Joseph, después de la expulsión de las fuerzas militares ruandesas y ugandesas del país por parte del gobierno de la RDC. La guerra se intensificó en un conflicto que duró hasta un acuerdo de paz y alto el fuego en 2003.
Bizimungu renunció en 2000, probablemente obligado a hacerlo, tras una disputa con el FPR. Fue reemplazado por Kagame. Bizimungu fue posteriormente encarcelado por corrupción e incitación a la violencia étnica, cargos que los grupos de derechos humanos describieron como políticamente motivados. El gobierno de Kagame es considerado autoritario, y los grupos de derechos humanos lo acusan de represión política. La opinión general sobre el régimen por parte de observadores extranjeros es mixta, y como presidente, Kagame ha priorizado el desarrollo nacional, lanzando programas que han llevado al desarrollo en indicadores clave, incluidos salud, educación y crecimiento económico. Kagame ha tenido en su mayoría buenas relaciones con la Comunidad del África Oriental y los Estados Unidos; sus relaciones con Francia fueron malas hasta 2009. Las relaciones con la RDC siguen siendo tensas a pesar del alto el fuego de 2003; los grupos de derechos humanos y un informe filtrado de las Naciones Unidas alegan apoyo ruandés a dos insurgencias en el país, una acusación que Kagame niega. Varios países suspendieron los pagos de ayuda en 2012 tras estas acusaciones. Desde que llegó al poder, Kagame ha ganado tres elecciones presidenciales, pero ninguna de ellas ha sido considerada libre o justa por los observadores internacionales. Su papel en el asesinato de opositores políticos exiliados ha sido controvertido.

## Primeros años
Kagame nació el 23 de octubre de 1957, el menor de seis hijos, en Tambwe, Ruanda-Urundi, un pueblo ubicado en lo que ahora es la provincia del Sur de Ruanda. Su padre, Deogratias Rutagambwa, era miembro del grupo étnico tutsi, del cual la familia real se había derivado desde el siglo XVIII o antes. Miembro del clan Bega, Deogratias Rutagambwa tenía lazos familiares con el rey Mutara III, pero siguió una carrera empresarial independiente en lugar de mantener una conexión estrecha con la corte real. La madre de Kagame, Asteria Bisinda, descendía de la familia de la última reina ruandesa, Rosalie Gicanda, es decir, de la rama Hebera del clan real Nyiginya.
En el momento del nacimiento de Kagame, Ruanda era un territorio en fideicomiso de las Naciones Unidas que había sido gobernado, en varias formas, por Bélgica desde 1916 bajo un mandato para supervisar la eventual independencia. Los ruandeses estaban compuestos por tres grupos distintos: los tutsi, minoritarios, eran la clase gobernante tradicional, y los colonialistas belgas habían promovido durante mucho tiempo la supremacía tutsi, mientras que la mayoría hutu eran agricultores. El tercer grupo, los twa, eran un pueblo pigmeo que habitaba en los bosques, descendientes de los primeros habitantes de Ruanda, y que formaban menos del 1% de la población.
Las tensiones entre tutsis y hutus habían ido escalando durante la década de 1950 y culminaron en la Revolución Ruandesa de 1959. Activistas hutus comenzaron a matar tutsis, forzando a más de 100,000 tutsis a buscar refugio en países vecinos. La familia de Kagame abandonó su hogar y vivió durante dos años en el extremo noreste de Ruanda, para finalmente cruzar la frontera hacia Uganda. Se trasladaron gradualmente hacia el norte y se establecieron en el campo de refugiados de Nshungerezi en la subregión de Toro en 1962. Fue en esa época cuando Kagame conoció por primera vez a Fred Rwigyema, el futuro líder del Frente Patriótico Ruandés.
Kagame comenzó su educación primaria en una escuela cercana al campo de refugiados, donde él y otros refugiados ruandeses aprendieron inglés e iniciaron su integración en la cultura ugandesa. A los nueve años, se trasladó a la respetada Escuela Primaria Rwengoro, ubicada a unos 16 kilómetros de distancia. Posteriormente, asistió a la Ntare School, una de las mejores escuelas en Uganda, también alma mater del futuro presidente ugandés Yoweri Museveni. Según Kagame, la muerte de su padre a principios de los años 1970 y la partida de Rwigyema a un lugar desconocido llevaron a un declive en su rendimiento académico y a una tendencia aumentada a enfrentarse con quienes menospreciaban a la población ruandesa. Eventualmente fue suspendido de Ntare y completó sus estudios en la Old Kampala Secondary School.
Después de finalizar su educación, Kagame realizó dos visitas a Ruanda, en 1977 y 1978. Inicialmente fue hospedado por familiares de sus antiguos compañeros de clase, pero al llegar a Kigali, se puso en contacto con miembros de su propia familia. Mantuvo un perfil bajo durante estas visitas, creyendo que su condición como exiliado tutsi bien conectado podría llevarlo a ser arrestado. En su segunda visita, ingresó al país a través de Zaire en lugar de Uganda para evitar sospechas. Kagame utilizó su tiempo en Ruanda para explorar el país, familiarizarse con la situación política y social, y establecer contactos que serían útiles en sus actividades futuras.

## Carrera militar, 1979–1994

### Guerra civil en Uganda

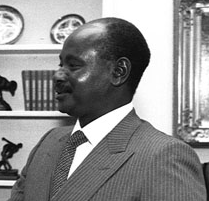
Kagame sirvió bajo Yoweri Museveni (en la imagen) en la guerra civil de Uganda.

En 1978, Fred Rwigyema regresó al oeste de Uganda y se reunió con Kagame. Durante su ausencia, Rwigyema se había unido al ejército rebelde de Yoweri Museveni. Con base en Tanzania, su objetivo era derrocar al gobierno ugandés de Idi Amin. Rwigyema regresó a Tanzania y luchó en la guerra de 1979, durante la cual el grupo rebelde de Museveni, FRONASA, aliado con el ejército tanzano y otros exiliados ugandeses, derrotó a Amin. Después de la derrota de Amin, Kagame y otros refugiados ruandeses juraron lealtad a Museveni, quien se convirtió en miembro del gabinete en el gobierno de transición. Kagame recibió entrenamiento en el United States Army Command and General Staff College, en Fort Leavenworth, Kansas.
El anterior titular Milton Obote ganó las Elecciones generales de Uganda de 1980. Museveni disputó el resultado, y él y sus seguidores se retiraron del nuevo gobierno en protesta. En 1981, Museveni formó el rebelde Ejército de Resistencia Popular (PRA); Kagame y Rwigyema se unieron como soldados fundadores, junto con 38 ugandeses. El objetivo del ejército era derrocar al gobierno de Obote, en lo que se conoció como la Guerra civil en Uganda. Kagame participó en la Batalla de Kabamba, la primera operación del PRA, en febrero de 1981.
Kagame y Rwigyema se unieron al PRA principalmente para mejorar las condiciones de los refugiados ruandeses perseguidos por Obote. También tenían el objetivo a largo plazo de regresar con otros refugiados tutsis a Ruanda; la experiencia militar les permitiría luchar contra el ejército ruandés dominado por los hutus. El PRA se fusionó con otro grupo rebelde en junio de 1981, formando el Ejército de Resistencia Nacional (NRA). En el NRA, Kagame se especializó en inteligencia y ascendió a una posición cercana a la de Museveni. El NRA, con base en el Triángulo de Luwero, combatió al ejército ugandés durante los siguientes cinco años, incluso después de que Obote fuera depuesto en un golpe de Estado en 1985 y el inicio de negociaciones de paz.
En 1986, el NRA capturó Kampala con una fuerza de 14,000 soldados, incluidos 500 ruandeses, y formó un nuevo gobierno. Después de la inauguración de Museveni como presidente, nombró a Kagame y Rwigyema como altos oficiales en el nuevo ejército ugandés; Kagame fue jefe de inteligencia militar. En un artículo de 2018, el académico canadiense y experto en Ruanda Gerald Caplan describió este nombramiento como un logro notable para un extranjero y un refugiado. Caplan destacó la reputación de dureza de Museveni y comentó que Kagame habría tenido que ser igualmente duro para ganarse tal posición. También comentó sobre la naturaleza del trabajo de inteligencia militar, diciendo "es seguramente irrealista esperar que Kagame se haya abstenido de las actividades desagradables en las que se especializa la seguridad militar". Además de sus deberes militares, Kagame y Rwigyema comenzaron a construir una red encubierta de refugiados tutsis ruandeses dentro de las filas del ejército, destinada a ser el núcleo para un ataque a Ruanda. En 1989, el presidente de Ruanda, Habyarimana, y muchos ugandeses en el ejército comenzaron a criticar a Museveni por su nombramiento de refugiados ruandeses en posiciones superiores, y él degradó a Kagame y Rwigyema.
Kagame y Rwigeema siguieron siendo oficiales superiores de facto, pero el cambio los llevó a acelerar sus planes de invadir Ruanda. Se unieron a una organización llamada el Frente Patriótico Ruandés (RPF), una asociación de refugiados que había estado operando bajo varios nombres desde 1979. Rwigyema se convirtió en el líder del RPF poco después de unirse y, mientras aún trabajaba para el ejército ugandés, él y Kagame completaron sus planes de invasión.

### Guerra Civil de Ruanda

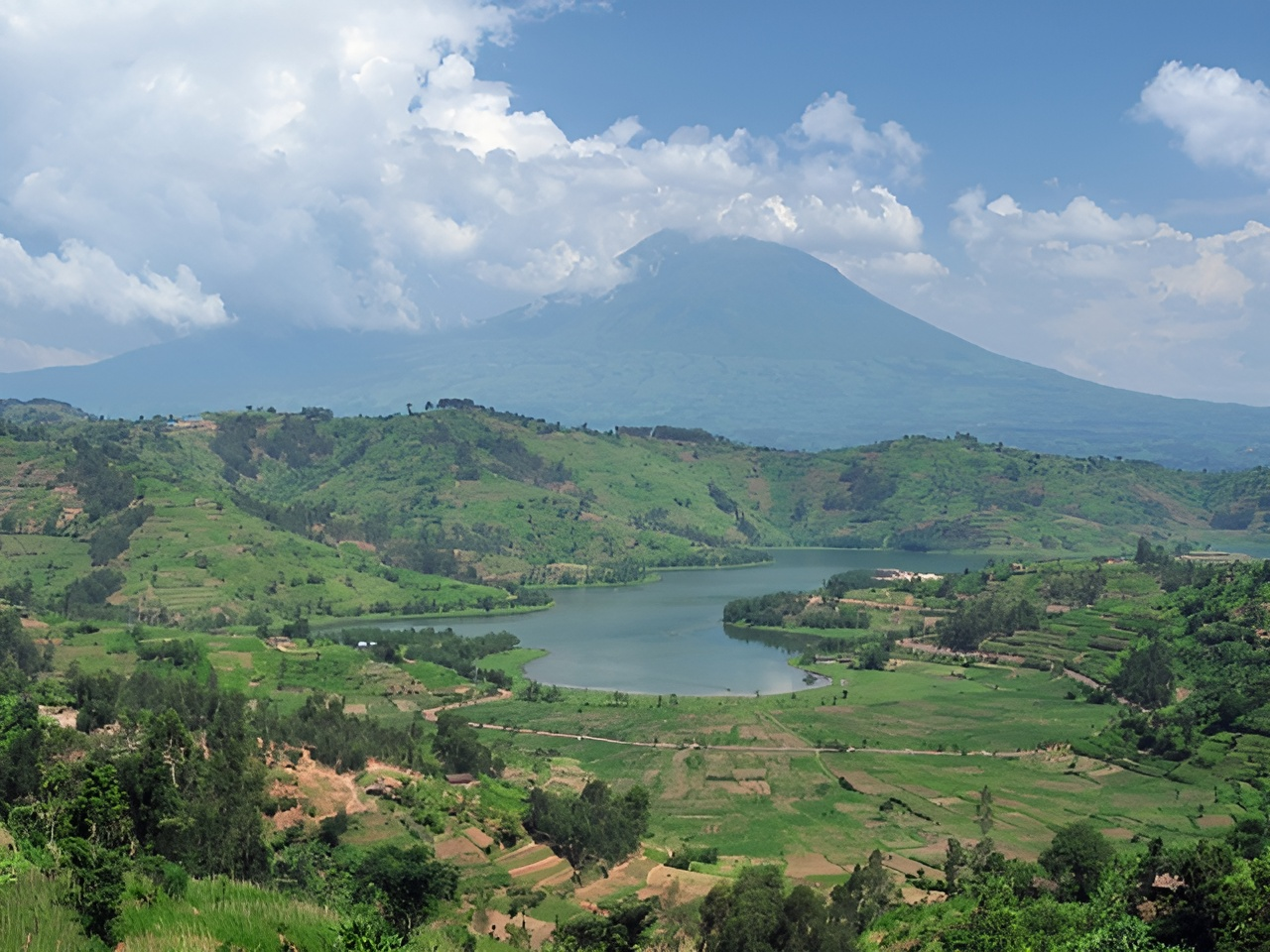
Los Montes Virunga, base del RPF de Kagame de 1990 a 1991

En octubre de 1990, Rwigyema lideró una fuerza de más de 4,000 rebeldes del RPF hacia Ruanda por el puesto fronterizo de Kagitumba, avanzando 60 km (37,3 mi) al sur hasta la ciudad de Gabiro. Kagame no estuvo presente en los ataques iniciales, ya que estaba en los Estados Unidos, asistiendo al Colegio de Comando y Estado Mayor en Fort Leavenworth, Kansas. En el segundo día del ataque, Rwigyema recibió un disparo en la cabeza y murió. Las circunstancias exactas son objeto de disputa; la versión oficial del gobierno de Kagame y la versión mencionada por el historiador Gérard Prunier en su libro de 1995 sobre el tema, indican que Rwigyema fue asesinado por una bala perdida.
En su libro de 2009 La guerra mundial de África, Prunier afirma que Rwigyema fue asesinado por su subcomandante Peter Bayingana, tras una discusión sobre tácticas. Según este relato, Bayingana y el compañero subcomandante Chris Bunyenyezi fueron ejecutados luego por orden de Museveni. En una conversación de 2005 con Caplan, Prunier ofreció una versión diferente, indicando que los asesinos de Bayingana y Bunyenyezi fueron reclutados por Kagame. Caplan señala que la falta de investigación hace incierta la verdad de esto, pero que si fuera cierto, los "cuentos de muerte e intriga ofrecen otra visión del carácter de Kagame". La muerte de Rwigyema sumió al RPF en la confusión. Francia y Zaire desplegaron fuerzas en apoyo del ejército ruandés y para finales de octubre, el RPF había sido empujado al rincón nordeste más remoto del país.
Kagame regresó a África y tomó el mando de las fuerzas del RPF, que habían sido reducidas a menos de 2,000 tropas. Kagame y sus soldados se desplazaron hacia el oeste, a través de Uganda, hasta los Montes Virunga, una zona montañosa y abrupta donde el terreno jugaba a su favor. Desde allí, rearmando y reorganizando el ejército, Kagame llevó a cabo recaudaciones de fondos y reclutamiento desde la diáspora Tutsi. Kagame reinició los combates en enero de 1991, con un ataque a la ciudad norteña de Ruhengeri. Beneficiándose del factor sorpresa, el RPF capturó la ciudad y la mantuvo por un día antes de retirarse de nuevo hacia los bosques.
Durante el siguiente año, el RPF libró una guerra de guerrillas, capturando algunas áreas fronterizas pero sin lograr avances significativos contra el ejército ruandés. Estas acciones provocaron un éxodo de aproximadamente 300,000 hutus de las áreas afectadas. Prunier escribió en 1995 que el RPF se sorprendió de que los campesinos hutus "mostraran poco entusiasmo por ser 'liberados' por ellos". Sin embargo, en su libro de 2018 En loor de la sangre, la periodista canadiense Judi Rever citó testigos que afirmaban que el éxodo fue forzado por los ataques del RPF a los pueblos, incluida la colocación de minas terrestres y el disparo a niños. El artículo de Caplan cuestiona la credibilidad de muchos de los testigos con los que habló Rever, pero señala que "hay muchas otras fuentes que confirman los crímenes de guerra del RPF".
Tras la formación en junio de 1992 de un gobierno de coalición multipartidista en Kigali, Kagame anunció un alto el fuego e inició negociaciones con el gobierno ruandés en Arusha, Tanzania. A principios de 1993, grupos extremistas hutus se formaron y comenzaron campañas de violencia a gran escala contra los tutsis. Kagame respondió suspendiendo temporalmente las negociaciones de paz y lanzando un ataque importante, ganando un extenso territorio en el norte del país.
Las negociaciones de paz se reanudaron en Arusha, y el conjunto resultante de acuerdos, conocido como los Acuerdos de Arusha, se firmaron en agosto de 1993. El RPF obtuvo posiciones en un gobierno de transición de amplia base (GTAB) y en el ejército nacional. La Misión de Asistencia de las Naciones Unidas para Ruanda (UNAMIR), una fuerza de mantenimiento de paz, llegó y al RPF se le asignó una base en el edificio del Parlamento de Ruanda en Kigali para utilizar durante el establecimiento del GTAB.

### Genocidio ruandés
El 6 de abril de 1994, el avión del presidente ruandés Habyarimana fue derribado cerca del aeropuerto de Kigali, matando tanto a Habyarimana como al Presidente de Burundi, Cyprien Ntaryamira, así como a su comitiva y tres tripulantes franceses. Los atacantes siguen siendo desconocidos. Prunier, en su libro de 1995, concluyó que probablemente fue un golpe de Estado llevado a cabo por miembros extremistas hutus del gobierno de Habyarimana, quienes temían que el presidente estuviera decidido a honrar el acuerdo de Arusha, y fue una parte planeada del genocidio. Esta teoría fue cuestionada en 2006 por el juez francés Jean-Louis Bruguière, y en 2008 por el juez español Fernando Andreu. Ambos alegaron que Kagame y el RPF fueron responsables.
Rever también responsabilizó a Kagame, señalando como su motivo el deseo de sumir a Ruanda en el desorden y así proporcionar una plataforma para que el RPF completara la conquista del país. Evaluando los dos argumentos en 2018, Caplan cuestionó la evidencia utilizada por Bruguière y Rever, afirmando que ha sido repetidamente "desacreditada por su metodología y su dependencia de fuentes que han tenido graves disputas con Kagame". Caplan también mencionó que extremistas hutus habían realizado múltiples amenazas previas de matar a Habyarimana en sus diarios y estaciones de radio, y citó testimonios de testigos oculares sobre la instalación de barricadas en Kigali y el inicio de asesinatos dentro de una hora del accidente, evidencia de que el derribo del avión fue ordenado como el inicio del genocidio.
Tras la muerte de Habyarimana, un comité militar liderado por el coronel Théoneste Bagosora tomó el control inmediato del país. Bajo la dirección del comité, la milicia Hutu Interahamwe y la Guardia Presidencial comenzaron a matar a políticos de la oposición Hutu y Tutsi, así como a otras figuras prominentes Tutsi. Los asesinos luego dirigieron su atención hacia toda la población Tutsi, así como hacia los Hutu moderados, dando inicio al genocidio ruandés. A lo largo de aproximadamente 100 días, se estima que entre 206,000 y 800,000 Tutsi y Hutu moderados fueron asesinados por orden del comité. El 7 de abril, Kagame advirtió al comité y a UNAMIR que reanudaría la guerra civil si los asesinatos no cesaban.
Al día siguiente, las fuerzas del gobierno ruandés atacaron el edificio del parlamento nacional desde varias direcciones, pero las tropas del RPF estacionadas allí lucharon con éxito contra el ataque. Kagame inició un ataque desde el norte en tres frentes, buscando vincularse rápidamente con las tropas aisladas en Kigali. Se estableció un gobierno interino, pero Kagame se negó a negociar con él, creyendo que era solo una tapadera para el gobierno de Bagosora. Durante los siguientes días, el RPF avanzó constantemente hacia el sur, capturando Gabiro y grandes áreas de campo al norte y este de Kigali. En esta etapa, evitaron atacar Kigali o Byumba, pero realizaron maniobras diseñadas para rodear las ciudades y cortar las rutas de suministro.
A lo largo de abril, hubo numerosos intentos por parte de UNAMIR de establecer un alto el fuego, pero Kagame insistió en cada ocasión que el RPF no dejaría de luchar a menos que cesaran los asesinatos. A finales de abril, el RPF aseguró toda el área fronteriza con Tanzania y comenzó a moverse hacia el oeste desde Kibungo, al sur de Kigali. Encontraron poca resistencia, excepto alrededor de Kigali y Ruhengeri. Para el 16 de mayo, habían cortado la carretera entre Kigali y Gitarama, el hogar temporal del gobierno interino, y para el 13 de junio, habían tomado Gitarama, después de un intento fallido de las fuerzas gubernamentales ruandesas de reabrir la carretera. El gobierno interino se vio obligado a trasladarse a Gisenyi en el extremo noroeste del país. Además de dirigir la guerra, Kagame reclutaba intensamente para expandir el ejército. Los nuevos reclutas incluían sobrevivientes Tutsi del genocidio y refugiados de Burundi, pero eran menos entrenados y disciplinados que los reclutas anteriores.
Habiendo completado el cerco de Kigali, Kagame pasó la segunda mitad de junio luchando por tomar la ciudad. Las fuerzas del gobierno tenían superioridad numérica y armamentística, pero el RPF ganó territorio de manera constante, además de llevar a cabo incursiones para rescatar civiles desde las líneas enemigas. Según Roméo Dallaire, comandante de la fuerza de UNAMIR, este éxito se debió a que Kagame era un "maestro de la guerra psicológica"; explotó el hecho de que las fuerzas gubernamentales estaban concentradas en el genocidio más que en la lucha por Kigali, y capitalizó la pérdida de moral del gobierno a medida que perdía territorio. Finalmente, el RPF derrotó a las fuerzas del gobierno ruandés en Kigali el 4 de julio, y el 18 de julio tomó Gisenyi y el resto del noroeste, forzando al gobierno interino a refugiarse en Zaire y poniendo fin al genocidio. A finales de julio de 1994, las fuerzas de Kagame controlaban todo Ruanda excepto una zona en el suroeste, que estaba ocupada por una fuerza de las Naciones Unidas liderada por Francia como parte de la Operación Turquesa.
Las tácticas y acciones de Kagame durante el genocidio han sido objeto de controversia. Observadores occidentales como Dallaire y Luc Marchal, el alto funcionario belga de mantenimiento de paz en Ruanda en ese momento, han afirmado que el RPF priorizó tomar el poder sobre salvar vidas o detener el genocidio. Los académicos también creen que el RPF mató a muchos civiles ruandeses, predominantemente hutus, durante el genocidio y en los meses siguientes. El número de muertos por estos homicidios se cuenta en decenas o incluso cientos de miles. En su libro Leave None to Tell the Story: Genocide in Rwanda, escrito para Human Rights Watch, la experta en Ruanda Alison Des Forges escribió que a pesar de salvar muchas vidas, el RPF "persiguió implacablemente a aquellos a quienes consideraban culpables del genocidio" y que "en su impulso por la victoria militar y poner fin al genocidio, el RPF mató a miles, incluidos no combatientes así como tropas gubernamentales y miembros de milicias".
Las violaciones de derechos humanos cometidas por el RPF durante el genocidio también han sido documentadas en un informe de 2000 compilado por la Organización de la Unidad Africana, y por Prunier en Africa's World War. En una entrevista con el periodista Stephen Kinzer, Kagame reconoció que ocurrieron asesinatos, pero dijo que fueron cometidos por soldados rebeldes y que habían sido imposibles de controlar. Los asesinatos del RPF continuaron después del final del genocidio, atrayendo la atención internacional con la masacre de Kibeho de 1995, donde soldados abrieron fuego en un campamento de personas desplazadas internamente en la provincia de Butare. Soldados australianos que servían como parte de UNAMIR estimaron que al menos 4,000 personas murieron, mientras que el gobierno ruandés afirmó que el número de muertos fue de 338.

## Matrimonio e hijos

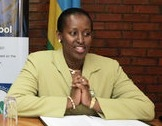
Jeannette Kagame, esposa de Paul Kagame

El 10 de junio de 1989 en Uganda, Kagame se casó con Jeannette Nyiramongi, una exiliada tutsi que vivía en Nairobi, Kenia. Kagame pidió a sus familiares que sugirieran un matrimonio adecuado y ellos recomendaron a Nyiramongi. Kagame viajó a Nairobi y se presentó, persuadiéndola para que lo visitara en Uganda. Nyiramongi estaba familiarizada con el RPF y su objetivo de repatriar a los refugiados a Ruanda. Tenía a Kagame en alta estima. La pareja tiene cuatro hijos.
La hija de Kagame, Ange Kagame Ndengeyingoma, completó su educación en el extranjero y estuvo ausente del ojo público durante la mayor parte de su infancia debido a razones de seguridad y privacidad. Asistió a la Dana Hall School, una escuela preparatoria privada ubicada en Wellesley, Massachusetts en los Estados Unidos. Posteriormente, estudió en Smith College, donde se especializó en ciencias políticas con una especialización en estudios africanos. También tiene una maestría en asuntos internacionales de la Universidad de Columbia. Kagame puede hablar tres idiomas: inglés, Kiñaruanda y francés.

## Vicepresidente y ministro de Defensa
El gobierno ruandés posterior al genocidio asumió el cargo en Kigali en julio de 1994. Estaba basado vagamente en los Acuerdos de Arusha, pero el partido de Habyarimana, MRND, fue ilegalizado. Los puestos que se le habían asignado fueron tomados por el RPF. El ala militar del RPF fue renombrada como el Ejército Patriótico Ruandés (RPA) y se convirtió en el ejército nacional. Paul Kagame asumió los roles duales de vicepresidente de Ruanda y ministro de Defensa, mientras que Pasteur Bizimungu, un hutu que había sido funcionario civil bajo Habyarimana antes de huir para unirse al RPF, fue nombrado presidente. Bizimungu y su gabinete tenían cierto control sobre los asuntos internos, pero Kagame seguía siendo el comandante en jefe del ejército y el gobernante de facto del país. La radiodifusora pública alemana Deutsche Welle afirmó que "Bizimungu era comúnmente visto como un sustituto de Kagame".

### Situación interna

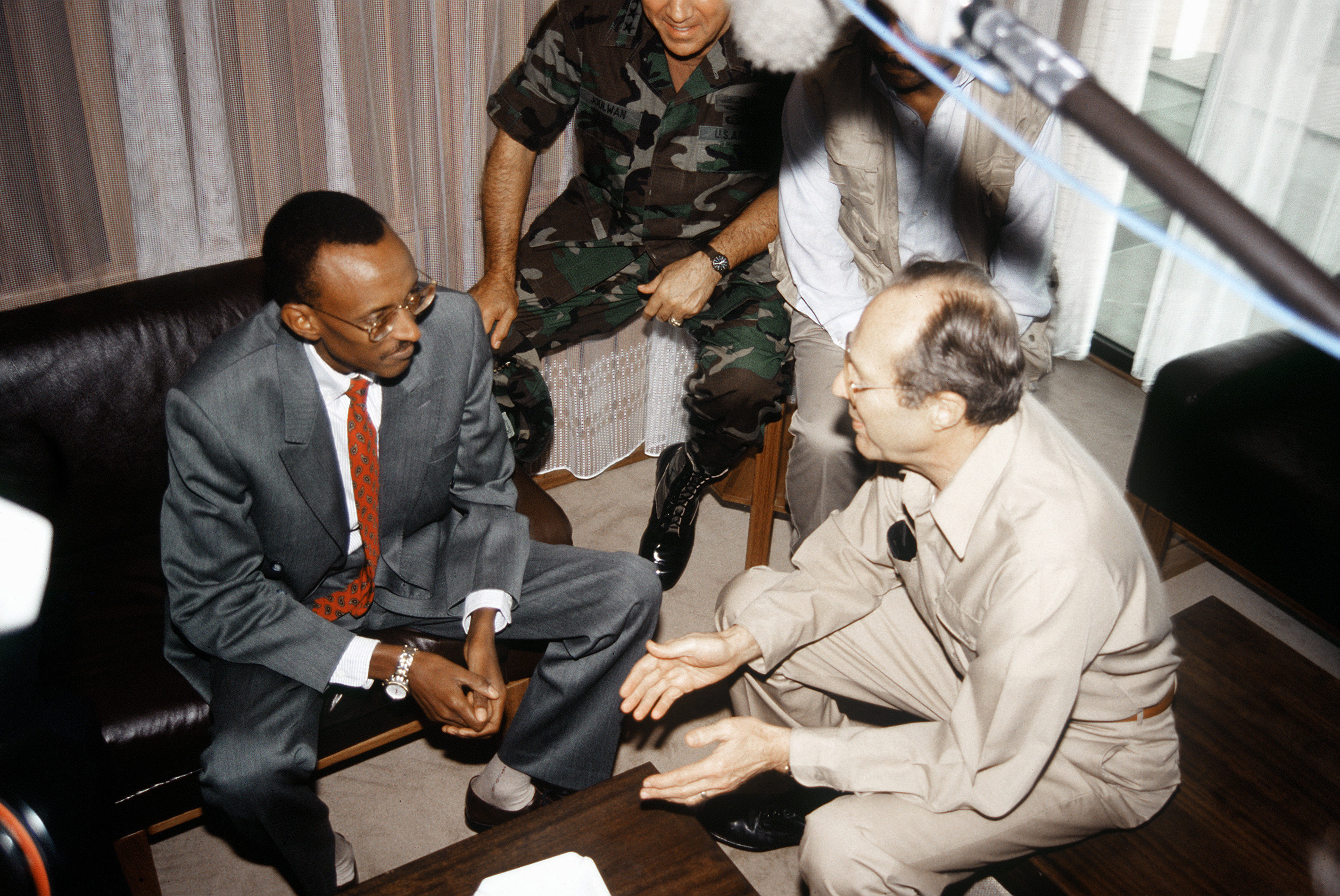
Vicepresidente Kagame con el Secretario de Defensa de los Estados Unidos William J. Perry, julio de 1994

La infraestructura y la economía del país sufrieron enormemente durante el genocidio. Muchos edificios eran inhabitables y el régimen anterior se llevó toda la moneda y los activos móviles al huir del país. También hubo una grave escasez de recursos humanos, con más del 40% de la población habiendo sido asesinada o huido. Muchos de los que permanecieron estaban traumatizados; la mayoría había perdido familiares, presenciado asesinatos o participado en el genocidio. Kagame controlaba el ejército nacional y era responsable de mantener el poder del gobierno, mientras que otros funcionarios comenzaban la reconstrucción del país.
Las organizaciones no gubernamentales comenzaron a regresar al país y la comunidad internacional gastó 1.5 mil millones de dólares en ayuda humanitaria entre julio y diciembre de 1994, aunque Prunier describió esto como "en gran parte desconectado de las verdaderas necesidades económicas de la comunidad". Kagame se esforzó por presentar al gobierno como inclusivo y no dominado por los tutsis. Dirigió la eliminación de la etnicidad de las tarjetas de identidad nacional de los ciudadanos, y el gobierno comenzó una política de minimizar las distinciones entre hutus, tutsis y twas.
El gobierno de unidad sufrió un colapso parcial en 1995. La continua violencia, junto con el nombramiento de funcionarios del gobierno local que eran casi exclusivamente tutsis del RPF, causó serias discrepancias entre Kagame y altos miembros del gobierno hutu, incluidos el primer ministro Faustin Twagiramungu y el ministro del Interior Seth Sendashonga. Twagiramungu renunció en agosto, y Kagame despidió a Sendashonga y a otros tres al día siguiente. Pasteur Bizimungu permaneció como presidente, pero la composición del nuevo gobierno era predominantemente de tutsis del RPF leales a Kagame.
Poco después de abandonar el gobierno, Twagiramungu y Sendashonga se trasladaron al extranjero para formar un nuevo partido de oposición. Sendashonga, quien también había hablado sobre la necesidad de castigar a los soldados del RPF que actuaban por cuenta propia, se mudó a Kenia. Después de sobrevivir a un intento de asesinato en 1996, fue asesinado en Nairobi en mayo de 1998, cuando se disparó contra un vehículo de la ONU en el que viajaba. Muchos observadores creen que Kagame ordenó el asesinato; como señaló Caplan: "el RPF negó cualquier responsabilidad, lo cual nadie más que los partidarios del RPF creyeron".

### Crisis de refugiados e insurgencia

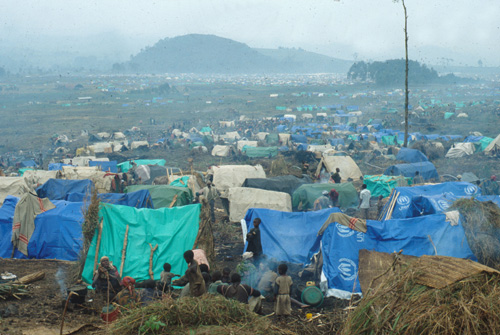
Un campamento de refugiados en Zaire, 1994

Tras la victoria del RPF, aproximadamente dos millones de hutus huyeron a campos de refugiados en países vecinos, especialmente a Zaire, temiendo represalias del RPF por el genocidio ruandés. Los campos fueron establecidos por el Alto Comisionado de las Naciones Unidas para los Refugiados (ACNUR), pero estaban efectivamente controlados por el ejército y el gobierno del antiguo régimen hutu, incluidos muchos líderes del genocidio. Este régimen estaba determinado a regresar al poder en Ruanda y comenzó a rearmarse, matando a tutsis residentes en Zaire y lanzando incursiones transfronterizas junto al grupo paramilitar Interahamwe. A finales de 1996, los militantes hutus representaban una seria amenaza para el nuevo régimen ruandés, y Kagame lanzó una contraofensiva.
Inicialmente, Kagame proporcionó tropas y entrenamiento militar para apoyar una rebelión contra Zaire por parte de los Banyamulenge, un grupo tutsi que vivía cerca de Bukavu en la provincia zaireña de South Kivu. Con el apoyo del ejército ruandés, los Banyamulenge derrotaron a las fuerzas de seguridad locales y comenzaron a atacar los campos de refugiados hutus en la zona. Al mismo tiempo, las fuerzas de Kagame se unieron a los tutsis zaireños alrededor de Goma para atacar dos de los campos allí. La mayoría de los refugiados de los campos atacados se trasladaron al gran campamento de Mugunga. En noviembre de 1996, el ejército ruandés atacó Mugunga, provocando que aproximadamente 800,000 refugiados huyeran. Muchos regresaron a Ruanda a pesar de la presencia del RPF; otros se aventuraron más al oeste en Zaire.

A pesar de la disolución de los campos, las fuerzas derrotadas del antiguo régimen continuaron con una campaña insurgente transfronteriza hacia Ruanda desde North Kivu. Los insurgentes mantuvieron presencia en las provincias noroccidentales de Ruanda y fueron apoyados principalmente por la población hutu, muchos de los cuales habían vivido en los campos de refugiados antes de ser atacados. Además de apoyar las guerras en el Congo, Kagame inició una campaña de propaganda para ganar a los hutus a su lado. Integró a antiguos soldados del ejército del régimen genocida depuesto en las Fuerzas Armadas nacionales dominadas por el RPF y nombró hutus senior en posiciones clave del gobierno local en las áreas afectadas por la insurgencia. Estas tácticas eventualmente tuvieron éxito; para 1999, la población en el noroeste dejó de apoyar la insurgencia y los insurgentes fueron en su mayoría derrotados.

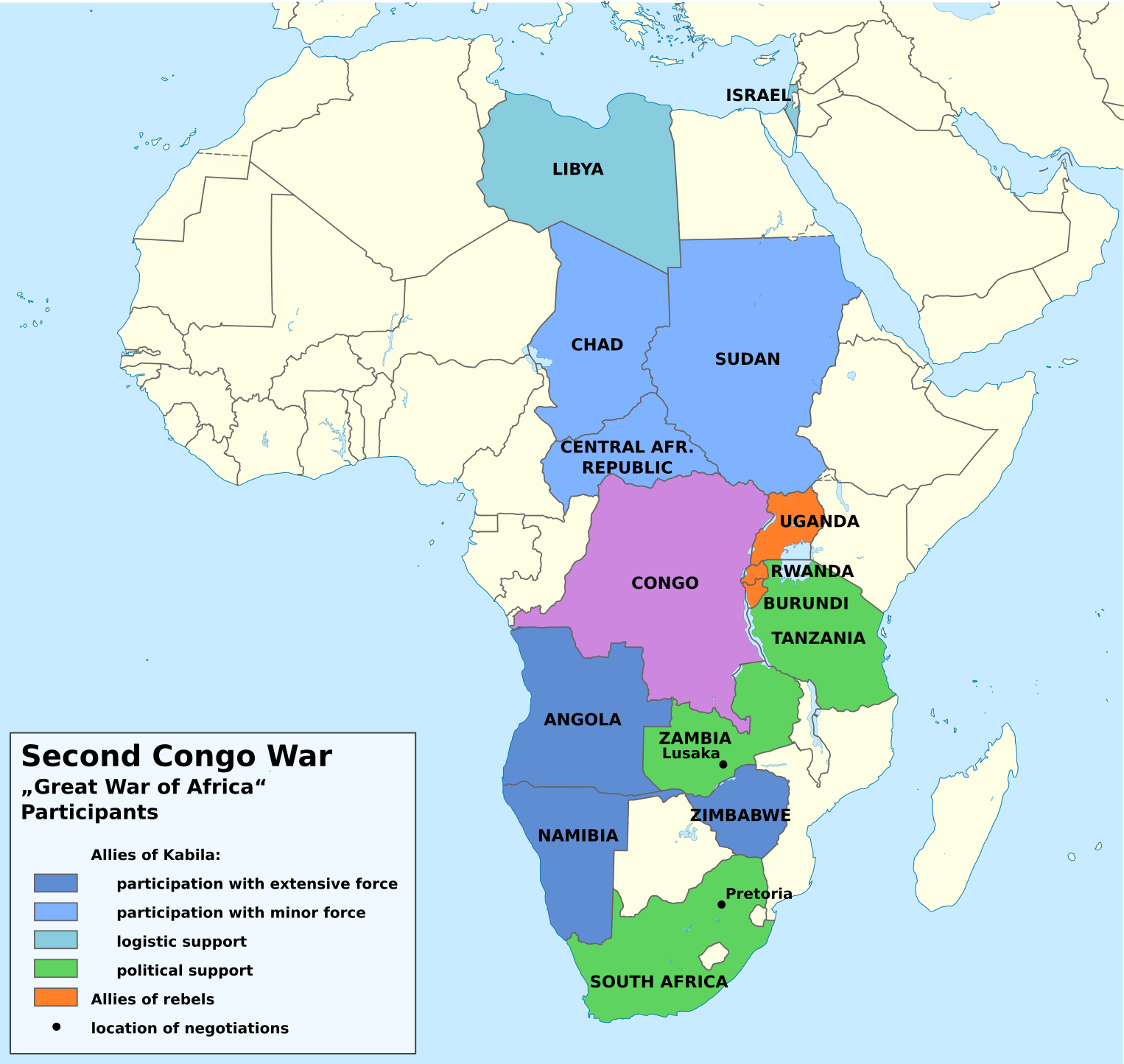
Beligerantes de la segunda guerra del Congo

### Guerras del Congo
Aunque su razón principal para la acción militar en Zaire fue desmantelar los campos de refugiados, Kagame también comenzó a planificar una guerra para derrocar al dictador de larga data Presidente Mobutu Sese Seko. Mobutu había apoyado a los genocidas basados en los campos, y también fue acusado de permitir ataques contra personas tutsis dentro de Zaire. Junto con el presidente ugandés Yoweri Museveni, Kagame apoyó la recién creada Alianza de Fuerzas Democráticas para la Liberación del Congo (AFDL), una alianza de cuatro grupos rebeldes encabezada por Laurent-Désiré Kabila, que inició la primera guerra del Congo.
La AFDL, ayudada por tropas ruandesas y ugandesas, tomó el control de las provincias de Kivu del Norte y del Sur en noviembre de 1996 y luego avanzó hacia el oeste, ganando territorio del ejército zaireño poco organizado y desmotivado con escasa lucha. Para mayo de 1997, controlaban casi todo Zaire excepto la capital Kinshasa; Mobutu huyó y la AFDL tomó la capital sin enfrentamientos. El país fue renombrado como la República Democrática del Congo (RDC) y Kabila se convirtió en el nuevo presidente. Las Fuerzas de Defensa de Ruanda y la AFDL fueron acusadas de cometer atrocidades masivas durante la Primera Guerra del Congo, con hasta 222,000 refugiados hutus ruandeses declarados desaparecidos.
Kagame y el gobierno ruandés mantuvieron una fuerte influencia sobre Kabila tras su investidura, y el RPA mantuvo una presencia importante en Kinshasa. Los congoleños en la capital resintieron esto, al igual que muchos en las provincias orientales de Kivu, donde los enfrentamientos étnicos aumentaron abruptamente. En julio de 1998, Kabila despidió a su jefe de Estado Mayor ruandés, James Kabare, y ordenó a todas las tropas del RPA que abandonaran el país. Kagame acusó a Kabila de apoyar la insurgencia continua contra Ruanda desde Kivu del Norte, la misma acusación que había hecho sobre Mobutu. En respuesta a la expulsión de sus soldados, respaldó a un nuevo grupo rebelde, el Agrupación Congoleña para la Democracia (RCD), y lanzó la segunda guerra del Congo.
La primera acción de la guerra fue un blitzkrieg por parte del RCD y el RPA, dirigido por Kabarebe. Estas fuerzas lograron rápidos avances, avanzando en doce días desde las provincias de Kivu hacia el oeste hasta estar a 130 kilómetros (81 mi) de Kinshasa. La capital fue salvada por la intervención de Angola, Namibia y Zimbabue en apoyo a Kabila. Tras el fracaso del blitzkrieg, el conflicto se convirtió en una larga guerra convencional, que duró hasta 2003 y causó millones de muertes y enormes daños. Según un informe del Comité Internacional de Rescate (IRC), este conflicto provocó la pérdida de entre 3 millones y 7.6 millones de vidas, muchas a causa de la hambruna y enfermedades que acompañaron la perturbación social de la guerra.
Aunque la razón principal de Kagame para las dos guerras en el Congo fue la seguridad de Ruanda, se alegó que también obtuvo beneficios económicos explotando la riqueza mineral del este del Congo. El informe de 2001 de las Naciones Unidas Informe del Panel de Expertos sobre la Explotación Ilícita de los Recursos Naturales y Otras Formas de Riqueza de la República Democrática del Congo alegó que Kagame, junto con el presidente ugandés Museveni, estaban "a punto de convertirse en los padrinos de la explotación ilegal de recursos naturales y la continuación del conflicto en la República Democrática del Congo". El informe también afirmó que el Ministerio de Defensa de Ruanda tenía un "Desk Congo" dedicado a recaudar impuestos de empresas con licencia para extraer minerales alrededor de Kisangani, y que cantidades sustanciales de coltán y diamantes pasaban por Kigali antes de ser revendidos en el mercado internacional por personal del Desk Congo.
La ONG internacional Global Witness también realizó estudios de campo a principios de 2013. Concluyó que minerales de Kivu del Norte y del Sur se exportaban ilegalmente a Ruanda y luego se comercializaban como si fueran de origen ruandés. Kagame desestimó estas acusaciones como infundadas y políticamente motivadas; en una entrevista de 2002 con el boletín Africa Confidential, Kagame dijo que si se presentara evidencia sólida contra oficiales ruandeses, se trataría de manera muy seria. En 2010, las Naciones Unidas publicaron un informe acusando al ejército ruandés de cometer violaciones masivas de derechos humanos y crímenes contra la humanidad en la República Democrática del Congo durante las guerras de la primera y segunda guerra del Congo, cargos negados por el gobierno ruandés.

## Presidencia

### Accesión
A fines de la década de 1990, Kagame comenzó a discrepar públicamente con Bizimungu y el gobierno liderado por los hutus en Ruanda. Kagame acusó a Bizimungu de corrupción y mala gestión, mientras que Bizimungu sentía que no tenía poder sobre los nombramientos en el gabinete y que la Asamblea Nacional de Transición de Ruanda actuaba simplemente como un títere de Kagame. Bizimungu renunció a la presidencia en marzo de 2000. Los historiadores generalmente creen que Bizimungu fue forzado a renunciar por Kagame después de denunciar a la Asamblea Nacional e intentar sembrar discordia dentro del FPR. Sin embargo, Kagame le dijo a Kinzer que estaba sorprendido por el desarrollo, diciendo que había recibido la "sorprendente noticia" en una llamada telefónica de un amigo. Tras la renuncia de Bizimungu, la Corte Suprema de Ruanda dictaminó que Kagame debería convertirse en presidente interino hasta que se eligiera un sucesor permanente.
Kagame había sido el líder de facto desde 1994, pero se enfocó más en los asuntos militares, exteriores y la seguridad del país que en la gobernanza diaria. Para el año 2000, la amenaza de los rebeldes transfronterizos se había reducido y cuando Bizimungu renunció, Kagame decidió postularse él mismo para la presidencia. La constitución de transición aún estaba en vigor, lo que significaba que el presidente era elegido por los ministros del gobierno y la Asamblea Nacional de Transición en lugar de por una elección directa.
El FPR seleccionó dos candidatos, Kagame y el secretario general del FPR Charles Murigande; los ministros y el parlamento eligieron a Kagame por ochenta y un votos contra tres. Kagame juró como presidente en abril de 2000. Varios políticos hutus, incluido el primer ministro Pierre-Célestin Rwigema, abandonaron el gobierno al mismo tiempo que Bizimungu, dejando un gabinete dominado por aquellos cercanos a Kagame. Bizimungu fundó su propio partido en 2001, pero el gobierno de Kagame lo prohibió argumentando que no se permitía la campaña política bajo la constitución de transición. Al año siguiente, Kagame emitió una declaración pública a Bizimungu, advirtiéndole que la paciencia del gobierno con su continua participación en la política partidaria "no era infinita", y Bizimungu fue arrestado dos semanas después y condenado por corrupción e incitación a la violencia étnica, cargos que los grupos de derechos humanos dijeron que eran políticamente motivados. Fue encarcelado hasta 2007, cuando fue indultado por Kagame.

### Nueva constitución
Entre 1994 y 2003, Ruanda fue gobernada por un conjunto de documentos que combinaban la constitución de 1991 del presidente Habyarimana, los Acuerdos de Arusha y algunos protocolos adicionales introducidos por el gobierno de transición. Según lo requerido por los acuerdos, Kagame estableció una comisión constitucional para redactar una nueva constitución permanente. La constitución debía adherirse a un conjunto de principios fundamentales, incluyendo el reparto equitativo del poder y la democracia. La comisión buscó asegurar que el borrador de la constitución fuera "autóctono", relevante para las necesidades específicas de Ruanda y reflejara las opiniones de toda la población; enviaron cuestionarios a grupos civiles de todo el país y rechazaron ofertas de ayuda de la comunidad internacional, excepto asistencia financiera.
El borrador de la constitución fue publicado en 2003; fue aprobado por el parlamento, y luego fue sometido a referéndum en mayo de ese año. El referéndum fue ampliamente promovido por el gobierno; en última instancia, 95% de los adultos elegibles se registraron para votar y la participación en el día de la votación fue del 87%. La constitución fue abrumadoramente aceptada, con el 93% votando a favor. La constitución preveía un parlamento bicameral, un presidente elegido que servía términos de siete años, y política multipartidista.
La constitución también buscaba prevenir la hegemonía hutu o tutsi sobre el poder político. El artículo 54 establece que "se prohíbe a las organizaciones políticas basarse en la raza, grupo étnico, tribu, clan, región, sexo, religión o cualquier otra división que pueda dar lugar a discriminación". Según Human Rights Watch, esta cláusula, junto con leyes posteriores promulgadas por el parlamento, efectivamente hacen de Ruanda un estado unipartidista, ya que "bajo el pretexto de prevenir otro genocidio, el gobierno muestra una marcada intolerancia a las formas más básicas de disidencia".

### Elecciones y referéndum
Desde que ascendió a la presidencia en 2000, Kagame ha enfrentado tres elecciones presidenciales, en 2003, 2010 y 2017. En cada ocasión, fue reelegido por una abrumadora mayoría, obteniendo más del 90 por ciento de los votos. Un referéndum de enmienda constitucional en 2015, que le dio a Kagame la posibilidad de postularse para términos adicionales, también se aprobó por márgenes similares. Los observadores internacionales de elecciones, organizaciones de derechos humanos y periodistas en general consideran que estas elecciones carecen de libertad y equidad, con intervenciones del estado ruandés para asegurar la victoria de Kagame. Según Ida Sawyer, directora para África Central de Human Rights Watch, "los ruandeses que se han atrevido a alzar la voz o desafiar el status quo han sido arrestados, desaparecidos por la fuerza o asesinados, los medios independientes han sido silenciados y la intimidación ha callado a los grupos que trabajan en derechos civiles o libertad de expresión". Después de las elecciones de 2017, Human Rights Watch publicó pruebas de irregularidades por parte de los funcionarios electorales, incluyendo forzar a los votantes a escribir sus votos a la vista de todos y emitir votos por electores que no se habían presentado. El Departamento de Estado de los Estados Unidos dijo que estaba "perturbado por las irregularidades observadas durante la votación" así como por "preocupaciones de larga data sobre la integridad del proceso de tabulación de votos".
En su libro de 2018 How to Rig an Election, los científicos políticos Nic Cheeseman y Brian Klaas dijeron que los periodistas les preguntaron por qué Kagame "seguía el proceso de organizar una encuesta nacional que estaba predestinado a ganar". El libro ofrecía posibles razones para la continuación de las elecciones, incluyendo el hecho de que las elecciones son "importantes para asegurar un nivel básico de legitimidad internacional" y que "ni siquiera pretender celebrar elecciones hará que un país sea expulsado de la Unión Africana". El profesor de derecho e investigador de derechos humanos Lars Waldorf escribió que la manipulación de las encuestas por parte del FPR podría estar diseñada para hacerse parecer más fuerte. Waldorf dijo que los márgenes de victoria del partido "no están destinados a ser convincentes; más bien, están destinados a señalar a los posibles oponentes y a la población que Kagame y el FPR tienen el control total". Los académicos están divididos sobre si Kagame habría ganado las elecciones sin usar tácticas manipulativas. Escribiendo sobre la intimidación del FPR a los candidatos de la oposición en el período previo a las elecciones, Caplan dijo "lo más irritante era que nada de esto era necesario para que el FPR mantuviera el poder". Sin embargo, el académico belga Filip Reyntjens no está de acuerdo, afirmando que "el FPR es plenamente consciente de que abrir el sistema político eventualmente llevaría a una pérdida de poder".

#### Elección presidencial, 2003
La primera elección después del genocidio se celebró en agosto de 2003, tras la adopción de la nueva constitución. En mayo, el parlamento votó para prohibir el Movimiento Democrático Republicano (MDR), tras un informe de la comisión parlamentaria que acusaba al MDR de ideología "divisiva". El MDR había sido uno de los partidos de coalición en el gobierno de unidad nacional de transición y era el segundo partido más grande del país después del FPR. Amnistía Internacional criticó esta medida, alegando que "las acusaciones infundadas contra los individuos mencionados en el informe parecen ser parte de una represión orquestada por el gobierno contra la oposición política". Kagame fue el candidato del FPR, mientras que el ex primer ministro Twagiramungu fue su principal retador. Twagiramungu tenía la intención de postularse como candidato del MDR, pero en su lugar buscó la presidencia como independiente tras la proscripción del partido. Regresó al país desde Europa en junio de 2003 y comenzó su campaña en agosto.
Kagame declaró la victoria en las elecciones un día después de la votación, y su triunfo fue posteriormente confirmado por la Comisión Nacional Electoral. Los resultados finales mostraron que Kagame recibió el 95.1% de los votos, Twagiramungu el 3.6%, y el tercer candidato, Jean Nepomuscene Nayinzira, el 1.3%; la participación electoral fue del 96.6%. La campaña, el día de la elección y el período posterior fueron en gran parte pacíficos, aunque un observador de la Unión Europea (UE) expresó su preocupación por la intimidación de los seguidores de la oposición por parte del FPR. Twagiramungu rechazó el resultado de las elecciones y también cuestionó el margen de victoria, diciendo "¿Casi el 100 por ciento? Eso no es posible". Presentó una petición en el Tribunal Supremo para anular el resultado, pero no tuvo éxito y abandonó Ruanda poco después, temiendo ser arrestado. El observador de la UE también cuestionó el resultado, citando "numerosas irregularidades", pero también describió la votación como un "paso positivo" en la historia del país.

#### Elección presidencial, 2010

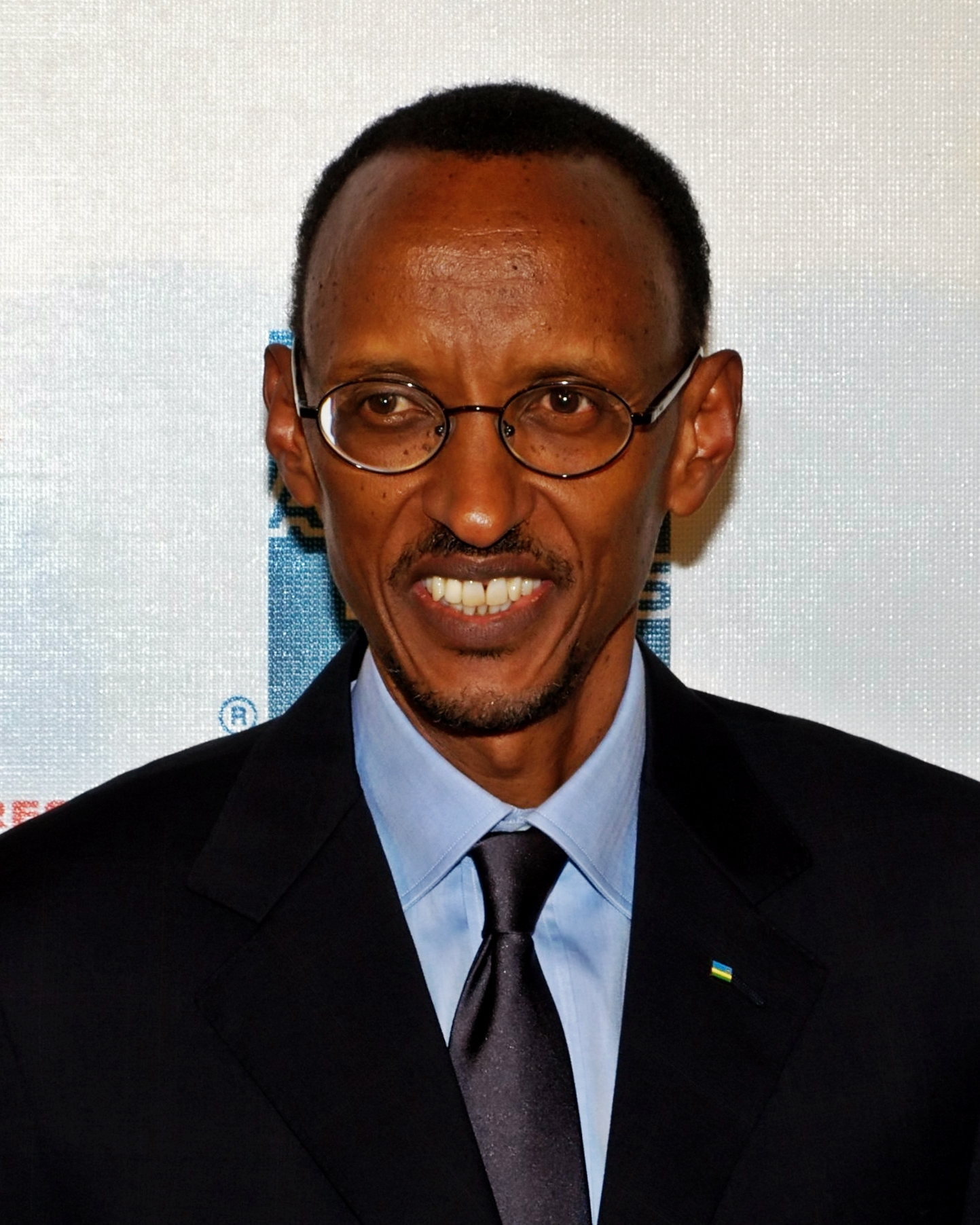
Kagame en 2010

Kagame se postuló para la reelección en 2010, al final de su primer mandato electo. Fue respaldado por el congreso nacional del FPR como su candidato en mayo de 2010 y fue aceptado como candidato en julio. Su oponente de mayor perfil fue Victoire Ingabire, una hutu que había vivido en el extranjero durante algunos años y regresó a Ruanda en enero de 2010 para postularse a la presidencia. Tras una serie de críticas a las políticas de Kagame, fue arrestada en abril y se le prohibió participar en las elecciones, como parte de lo que Tawanda Hondora de Amnistía Internacional describió como "represión preelectoral". Kagame comenzó su campaña con un mitin en el Estadio Amahoro de Kigali el 20 de julio, y realizó mítines por todo el país durante el período de campaña posterior. Los mítines atrajeron a decenas de miles de personas, gritando entusiásticamente por Kagame, aunque reporteros de The New York Times entrevistaron a varios ruandeses que dijeron que "no eran libres de votar en su contra y que los funcionarios del gobierno hasta el nivel de la aldea habían ejercido una enorme presión sobre ellos para que se registraran para votar; contribuir con parte de sus escasos ingresos a la campaña del Sr. Kagame; y asistir a los mítines".
Las elecciones se llevaron a cabo en agosto de 2010 sin Ingabire y otros dos candidatos prohibidos, con Kagame enfrentándose a tres oponentes descritos por Human Rights Watch como "en general partidarios del FPR". Kagame recibió el 93.08% de los votos en la elección. Grupos de oposición y de derechos humanos dijeron que las elecciones estuvieron manchadas por la represión, el asesinato y la falta de competencia creíble. Kagame respondió diciendo "No veo problemas, pero hay algunas personas que eligen ver problemas donde no los hay".

#### Referéndum constitucional, 2015
A medida que avanzaba el segundo mandato de Kagame, comenzó a insinuar que podría intentar reescribir la cláusula de límite de mandatos de la constitución de Ruanda para poder postularse para un tercer mandato en las elecciones de 2017. Anteriormente en su presidencia, lo había descartado, pero en un discurso de 2014 en Tufts University en los Estados Unidos, Kagame dijo que no sabía cuándo dejaría el cargo y que dependía del pueblo ruandés decidir. Dijo a los delegados "...esperemos y veamos qué sucede a medida que avanzamos. Lo que sea que ocurra, tendremos una explicación." Al año siguiente, se produjo una protesta frente al parlamento, y se presentó a los legisladores una petición firmada por 3.7 millones de personas, más de la mitad del electorado, solicitando que se permitiera a Kagame permanecer en el cargo. El parlamento respondió aprobando una enmienda a la constitución en noviembre de 2015, con ambas cámaras, la cámara de Diputados y el Senado, votando unánimemente a favor. La moción aprobada mantenía el límite de dos mandatos y también reducía la duración de los mandatos de 7 años a 5 años, pero hacía una excepción explícita para Kagame, quien podría postularse para un tercer mandato de 7 años seguido de dos mandatos adicionales de 5 años, si así lo deseaba. Después de que la enmienda fuera aprobada en el parlamento, se requería un referéndum para que entrara en vigor.
El referéndum tuvo lugar el 18 de diciembre de 2015, con los ruandeses en el extranjero votando el 17 de diciembre. La enmienda fue aprobada por el electorado, con 6.16 millones de votantes diciendo sí, aproximadamente el 98% de los votos. La comisión electoral declaró que la votación había sido pacífica y ordenada. El Partido Verde Democrático de Ruanda, el grupo doméstico más prominente que se oponía al cambio, protestó diciendo que no se le había permitido hacer campaña abiertamente contra la enmienda. El director ejecutivo de Human Rights Watch, Ken Roth, anunció en Twitter que no creía que la elección fuera libre y justa, diciendo que no había "suspenso en el referéndum de Ruanda cuando tantos disidentes están silenciados, la sociedad civil está asfixiada". La enmienda en sí fue criticada por la Unión Europea y también por los Estados Unidos, que emitieron una declaración diciendo que Kagame debería respetar los límites de mandato anteriores y "fomentar una nueva generación de líderes en Ruanda". Kagame respondió que no fue su decisión buscar un tercer mandato, sino que el parlamento y el pueblo lo habían exigido.

#### Elección presidencial, 2017

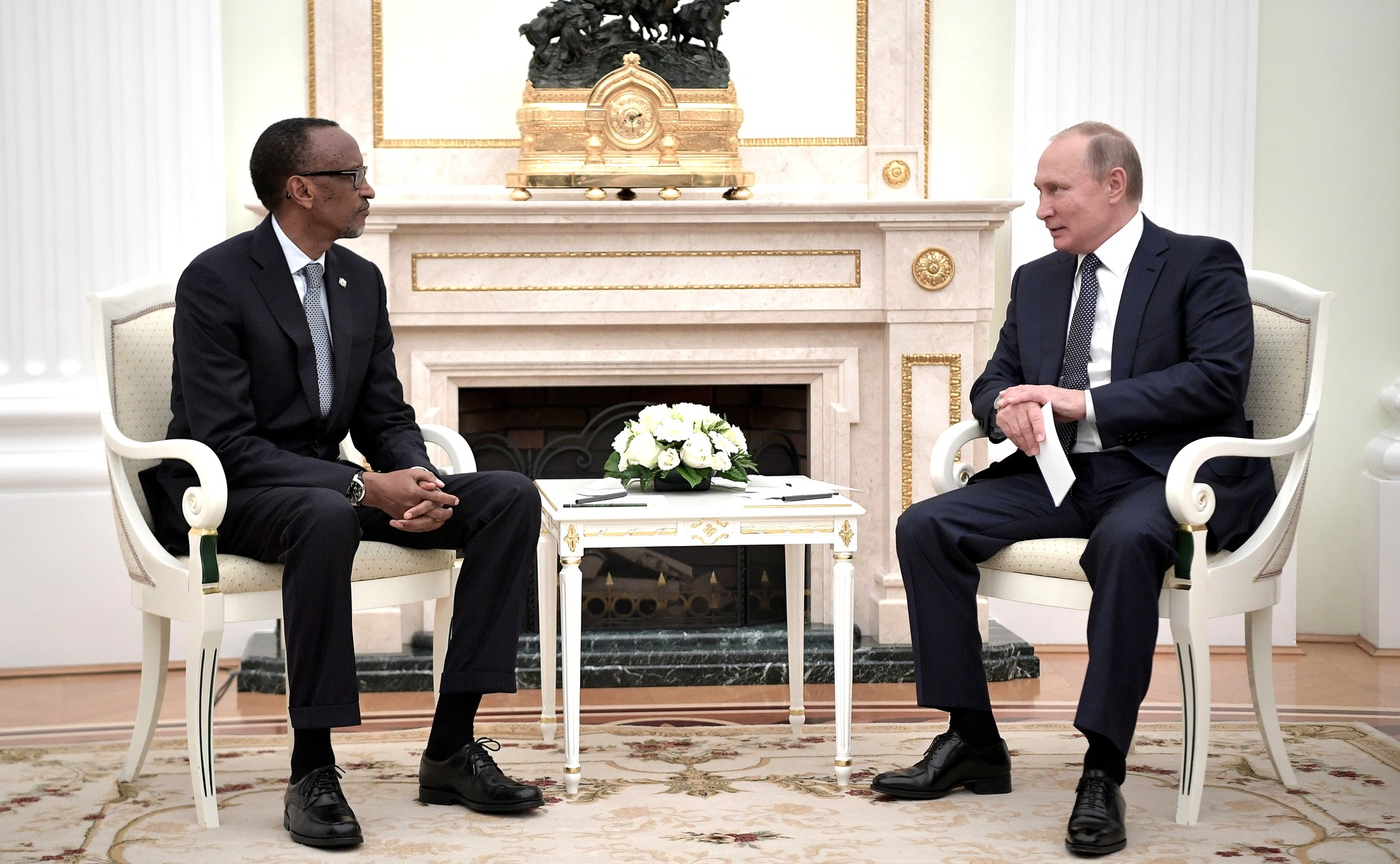
Kagame con el presidente ruso Vladímir Putin en junio de 2018

De acuerdo con el cambio constitucional, se celebró una elección presidencial en agosto de 2017. La figura de oposición más destacada para las elecciones de 2017 fue la empresaria local Diane Rwigara. Aunque reconoció que "mucho ha mejorado bajo el mandato de Kagame", Rwigara también criticó al gobierno de Kagame, diciendo que "la gente desaparece, otros son asesinados en circunstancias inexplicables y nadie habla de esto por miedo". Al igual que Ingabire en 2010, Rwigara fue excluida de la contienda electoral. Kagame fue respaldado como candidato del FPR para la elección a mediados de junio, y comenzó su campaña de reelección a mediados de julio con un mitin en Ruhango.
Después de tres semanas de campaña, concluyendo con un gran mitin en el distrito de Gasabo, la elección se llevó a cabo entre Kagame y dos candidatos de la oposición. Kagame fue reelegido para un tercer mandato con 98.8% de los votos, su mayor porcentaje hasta la fecha. Fue investido para otro mandato de siete años el 18 de agosto. Como en sus victorias anteriores, monitores independientes y organizaciones de derechos humanos citaron irregularidades e intimidación en la conducción de las elecciones. Cheeseman y Klaas dijeron en su libro que "ni siquiera se molestó en intentar manipular la elección de las formas inteligentes" que había usado en campañas anteriores.

### Política interna

#### Visión 2020 y Visión 2050
A finales de la década de 1990, Kagame comenzó a planear activamente métodos para lograr el desarrollo nacional. Inició un proceso de consulta nacional y también buscó el consejo de expertos de naciones emergentes, incluyendo China, Singapur y Tailandia. Tras estas consultas, y poco después de asumir la presidencia, Kagame lanzó un ambicioso programa de desarrollo nacional llamado Visión 2020. Los principales objetivos del programa eran unir al pueblo ruandés y transformar Ruanda de un país altamente empobrecido a un país de ingresos medios. El programa consta de una lista de metas que el gobierno pretendía alcanzar antes del año 2020. Estas incluyen la reconstrucción, mejoras en infraestructuras y transporte, buen gobierno, mejora de la producción agrícola, desarrollo del sector privado y mejoras en salud y educación.
En 2011, el Ministerio de Finanzas y Planificación Económica (MINECOFIN) emitió un informe indicando el progreso de los objetivos de la Visión 2020. El informe examinó las metas establecidas del programa y calificó cada una con un estado de "en curso", "en observación" o "fuera de curso". De 44 metas, encontró que 66% estaban en curso, 11% en observación y 22% fuera de curso. Las principales áreas identificadas como fuera de curso fueron población, pobreza y medio ambiente. Para 2012, la revisión de MINECOFIN encontró que el 26% de los indicadores originales de la Visión 2020 ya se habían alcanzado. Si bien también destacaba áreas clave para mejorar, la revisión hizo varias revisiones al alza, incluyendo la revisión del objetivo del PIB per cápita de $900 a $1,240. Ese mismo año, una revisión independiente de la estrategia llevada a cabo por académicos con sede en Bélgica calificó el progreso como "bastante alentador", mencionando el desarrollo en los sectores de educación y salud, así como el fomento de Kagame de un entorno empresarial favorable. La revisión también planteó preocupaciones sobre la política de "crecimiento máximo a cualquier costo", sugiriendo que esto estaba llevando a una situación en la que los ricos prosperaban mientras que los pobres rurales veían poco beneficio.
Al completar el programa en diciembre de 2020, Kagame anunció Visión 2050, señalando que "Visión 2020 fue sobre lo que teníamos que hacer para sobrevivir y recuperar nuestra dignidad. Pero Visión 2050 tiene que ver con el futuro que elegimos, porque podemos y porque lo merecemos." La Visión 2050 se centra en dos pilares principales: el Crecimiento Económico y la Prosperidad y la Alta Calidad de Vida y Estándares de Vida para los ruandeses. Visión 2050 es la articulación programática de la ambición de Kagame para que Ruanda se convierta en un país de ingresos medios-altos para 2035 y un país de ingresos altos para 2050.

#### Economía

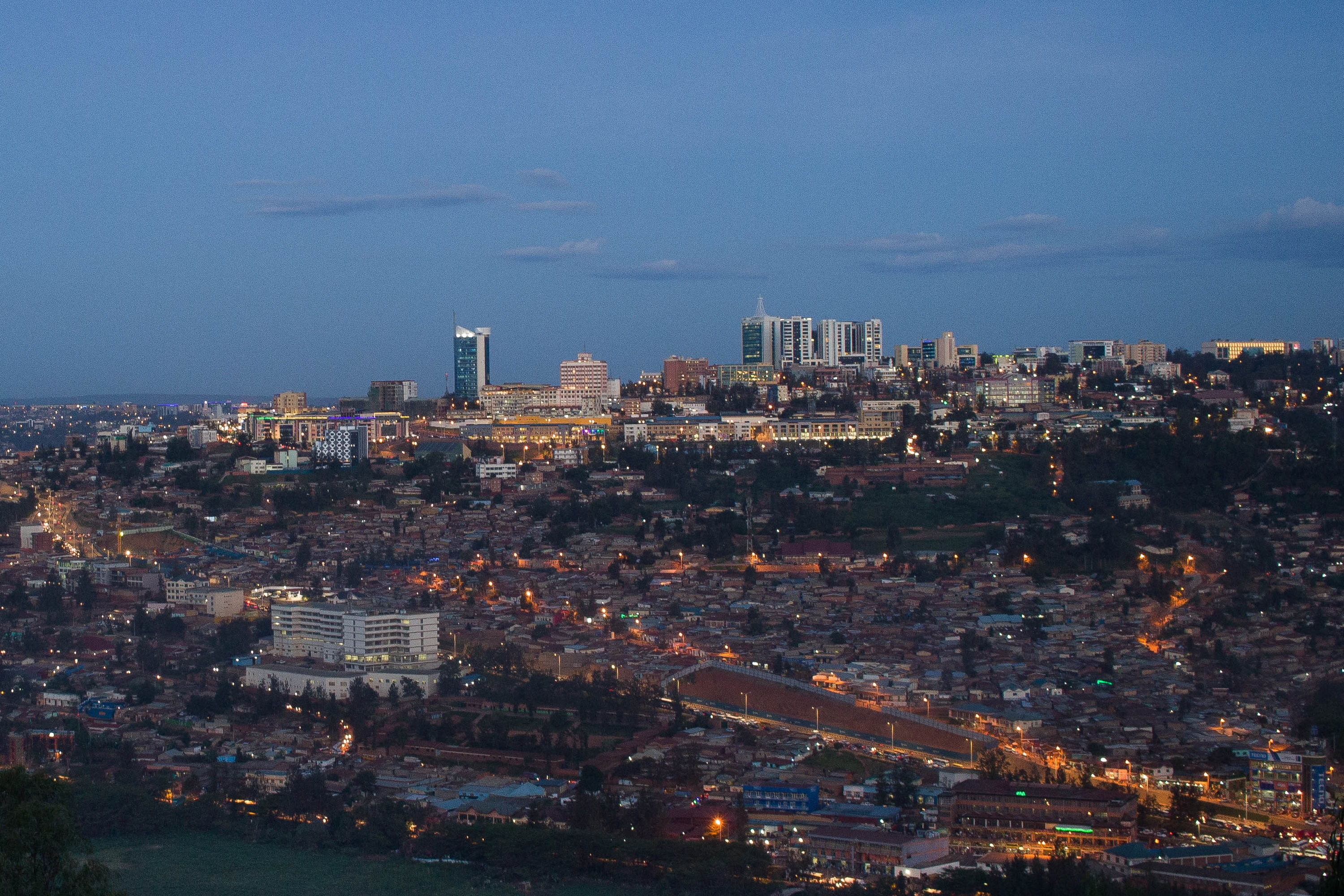
Lujosa Kigali bajo Kagame

La economía de Ruanda ha crecido rápidamente bajo la presidencia de Kagame, con un producto interno bruto per cápita (paridad de poder adquisitivo) estimado en $2,214 en 2020, comparado con $631 en 2000. El crecimiento anual entre 2000 y 2020 promedió 7% por año. La política económica de Kagame se basa en liberalizar la economía, reducir la burocracia para los negocios, y transformar el país de una economía agrícola a una economía basada en el conocimiento. Kagame ha declarado que cree que Ruanda puede emular el desarrollo económico de Singapur desde 1960. Kagame, como se establece en la política nacional Visión 2050, cree que Ruanda puede convertirse en un país de ingresos medios-altos para 2035 y un país de ingresos altos para 2050.
La política económica de Kagame ha sido elogiada por muchos donantes e inversores extranjeros, incluyendo a Bill Clinton y el presidente de Starbucks Howard Schultz. El país también es reconocido internacionalmente por sus instituciones efectivas y bajos niveles de corrupción.
Ruanda también ha explotado ilegalmente minerales congoleños, lo que es un aspecto importante del éxito de la economía de Ruanda. El investigador de economía política Stefaan Marysse estimó que en 1999, el 6.1% del PIB de Ruanda provenía de la extracción ilegal de recursos en la RDC. En 2013, la ayuda extranjera constituía más del 20 por ciento del PIB y casi la mitad del presupuesto. El crecimiento económico ha beneficiado desproporcionadamente a las élites en la capital mientras que las áreas rurales quedan rezagadas. Aunque el gobierno oficialmente tiene una política de privatización, en la práctica ha incrementado el control estatal de la economía utilizando corporaciones con fuertes vínculos con el estado y el partido gobernante.
Ruanda es un país con pocos recursos naturales, y la economía depende en gran medida de la agricultura de subsistencia, con un estimado de 75% de la población trabajadora dedicada a la agricultura. Bajo la presidencia de Kagame, el sector servicios ha crecido fuertemente. Constituye aproximadamente la mitad del PIB del país y es el segundo empleador más grande después de la agricultura. Los principales contribuyentes terciarios incluyen la banca y las finanzas, el comercio mayorista y minorista, hoteles y restaurantes, transporte, almacenamiento, comunicación, seguros, bienes raíces, servicios empresariales y administración pública, incluyendo la educación y la salud. La tecnología de la información y la comunicación (TIC) es una prioridad de la Visión 2020, con el objetivo de transformar Ruanda en un centro de TIC para África. Para ello, el gobierno ha completado una red de telecomunicaciones de 2300 kilómetros (1429,2 mi) de fibra óptica, destinada a proporcionar servicios de banda ancha y facilitar el comercio electrónico. El turismo es uno de los recursos económicos de más rápido crecimiento y se convirtió en la principal fuente de divisas del país en 2011.
Ruanda ocupa un lugar destacado en varias categorías del índice de facilidad para hacer negocios del Banco Mundial. En 2005, después de que el país fuera clasificado en el puesto 158 en el índice de Facilidad para Hacer Negocios, Kagame creó una unidad especial para analizar la economía y proporcionar soluciones para facilitar los negocios. Como resultado, el país encabezó la lista de reformadores en 2009. En 2012, la clasificación general del país en el índice de facilidad para hacer negocios fue 52 de 185 países en todo el mundo, y tercero de 46 en África subsahariana. Ocupaba el octavo lugar en las clasificaciones de 2012 por la facilidad para iniciar un negocio; la Junta de Desarrollo de Ruanda afirma que un negocio puede ser autorizado y registrado en 24 horas. El entorno empresarial y la economía también se benefician de la relativamente baja corrupción en el país; en 2010, Transparency International clasificó a Ruanda como el octavo país más limpio de 47 en África subsahariana y el sexagésimo sexto más limpio de 178 en el mundo.

#### Educación y salud
Kagame ha hecho de la educación para los jóvenes en Ruanda una alta prioridad para su administración, asignando 17% del presupuesto anual al sector. El gobierno de Ruanda proporciona educación gratuita en las escuelas estatales durante doce años: seis años en primaria y seis en secundaria. Los últimos tres años de educación gratuita se introdujeron en 2012 tras una promesa de Kagame durante su campaña de reelección en 2010. Kagame acredita a su gobierno las mejoras en el sector de la educación terciaria; el número de universidades ha aumentado de 1 en 1994 a 29 en 2010, y la tasa bruta de matriculación terciaria aumentó del 4% en 2008 al 7% en 2011. Desde 1994 hasta 2009, la educación secundaria se ofrecía en francés o inglés; desde 2009, debido a los crecientes lazos del país con la Comunidad del África Oriental y la Mancomunidad de Naciones, el inglés ha sido el único idioma de instrucción en las escuelas públicas a partir del cuarto grado de primaria. La tasa de alfabetización del país, definida como aquellas personas de 15 años o más que pueden leer y escribir, fue del 71% en 2009, frente al 58% en 1991 y al 38% en 1978.
El perfil de salud de Ruanda está dominado por enfermedades transmisibles, incluyendo malaria, neumonía y VIH/sida. La prevalencia y las tasas de mortalidad han disminuido drásticamente en la última década pero la escasez o indisponibilidad de ciertos medicamentos sigue desafiando la gestión de enfermedades. El gobierno de Kagame busca mejorar esta situación como una de las prioridades de la Visión 2020. Ha incrementado la financiación, con el presupuesto de salud aumentando del 3.2% del gasto nacional en 1996 al 9.7% en 2008. También estableció institutos de formación, incluyendo el Kigali Health Institute (KHI), y en 2008 promulgó leyes que hacen obligatorio el seguro de salud para todos los individuos; para 2010, más del 90% de la población estaba cubierta. Estas políticas han contribuido a un aumento constante en la calidad de la atención médica y a la mejora de los indicadores clave durante la presidencia de Kagame. En 2010, 91 niños murieron antes de cumplir cinco años por cada 1000 nacidos vivos, frente a 163 muertes menores de cinco años por cada 1000 nacidos vivos en 1990. La prevalencia de algunas enfermedades está disminuyendo, incluyendo la eliminación del tétanos materno y neonatal y una fuerte reducción en la morbilidad, tasa de mortalidad y letalidad específicas de la malaria. En respuesta a la escasez de personal médico calificado, en 2011 el gobierno de Ruanda lanzó una iniciativa de ocho años y US$151.8 millones para capacitar a profesionales médicos.
Kagame ha recibido elogios por la respuesta del país a la actual pandemia mundial de COVID-19. A pesar de que el país tiene un sistema de salud relativamente subdesarrollado, Ruanda tiene una de las tasas de infección y mortalidad más bajas del mundo y es vista como una historia de éxito. Ruanda es actualmente la única nación en África cuyos residentes pueden ingresar al Área Schengen para viajes no esenciales. La respuesta de Ruanda no ha estado exenta de críticas, en particular la restricción de las libertades civiles y las libertades individuales. Para abril de 2022, Ruanda era uno de los pocos países en África que había vacunado completamente a más del 60% de su población contra la COVID-19.

### Política exterior

#### República Democrática del Congo

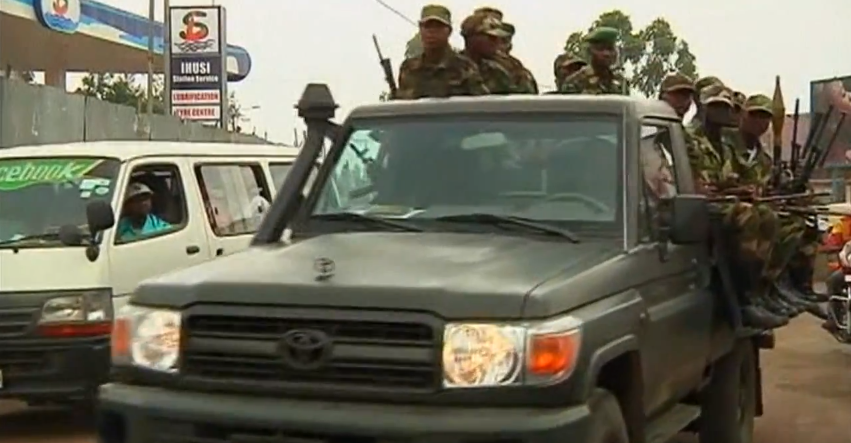
Rebeldes antigubernamentales del Movimiento 23 de Marzo (M23), ampliamente considerados como apoyados por Ruanda, durante su captura de la capital provincial de Goma en North Kivu en noviembre de 2012.

La segunda guerra del Congo, que comenzó en 1998, aún estaba en curso cuando Kagame asumió la presidencia en 2000. Namibia, Angola, Zimbabue y Chad habían comprometido tropas del lado del gobierno congoleño, mientras que Ruanda, Uganda y Burundi estaban apoyando a grupos rebeldes. El grupo rebelde Rally for Congolese Democracy (RCD) se había dividido en 1999 en dos facciones: el RCD-Goma, apoyado por Ruanda, y las Fuerzas de Renovación, que estaba aliado con Uganda. Uganda también apoyaba al Movimiento de Liberación del Congo, un grupo rebelde del norte. Todos estos grupos rebeldes estaban en guerra con el gobierno de Kabila en Kinshasa, pero también eran cada vez más hostiles entre sí. Se habían llevado a cabo varias reuniones de paz, culminando en el Acuerdo de Cesación del Fuego de Lusaka de julio de 1999, que fue firmado por Kabila, Kagame y todos los demás gobiernos extranjeros. Los grupos rebeldes no fueron parte del acuerdo, y la lucha continuó. El RPA continuó estando fuertemente involucrado en la Guerra del Congo durante el 2000, luchando batallas contra el ejército ugandés en Kisangani y contra el ejército de Kabila en la región de Kasai y la provincia de Katanga.
En enero de 2001, Kabila fue asesinado dentro de su palacio. Su hijo Joseph fue nombrado presidente e inmediatamente comenzó a afirmar su autoridad despidiendo al gabinete y a los comandantes del ejército de su padre, formando un nuevo gobierno y comprometiéndose con la comunidad internacional. El nuevo gobierno impulsó nuevas negociaciones de paz y en julio de 2002 se alcanzó un acuerdo de paz entre Ruanda, el Congo y los otros participantes principales, en el cual todas las tropas extranjeras se retirarían y el RCD-Goma entraría en un gobierno de transición compartido con Joseph Kabila como presidente interino hasta que pudieran celebrarse elecciones. El gobierno de Kagame anunció a finales de 2002 que todas las tropas ruandesas uniformadas habían abandonado el territorio congoleño, pero esto fue contradicho por un informe de 2003 de un panel de expertos de la ONU. Según este informe, el ejército ruandés tenía un "escritorio del Congo" dedicado que utilizaba las fuerzas armadas para la apropiación ilegal a gran escala de recursos congoleños.

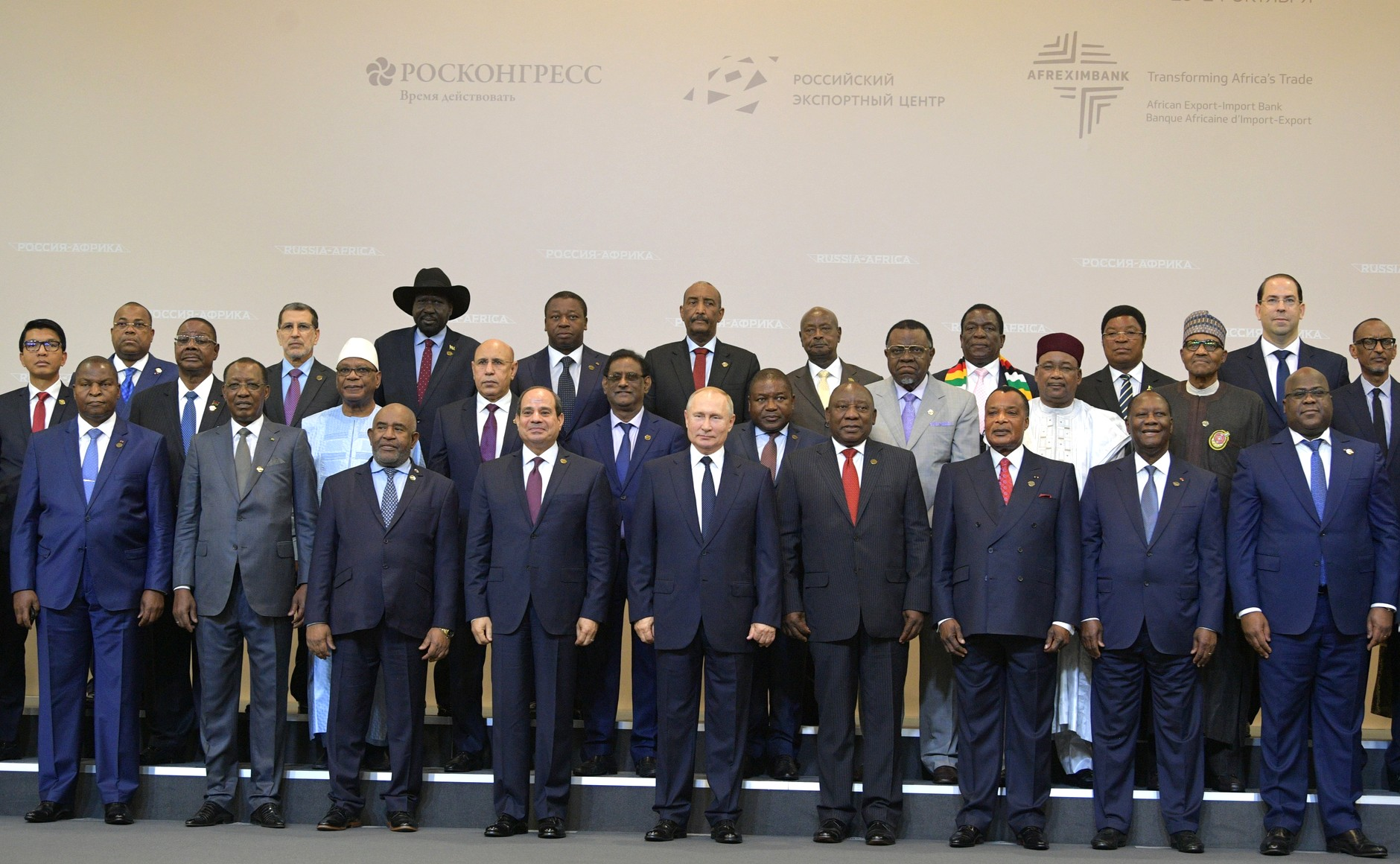
Kagame, el presidente de la RDC Félix Tshisekedi y otros líderes africanos en la Cumbre Rusia-África en Sochi el 24 de octubre de 2019

A pesar del acuerdo y el posterior alto el fuego, las relaciones entre Kagame y el gobierno congoleño siguieron siendo tensas. Kagame culpó a la RDC por no suprimir las Fuerzas Democráticas para la Liberación de Ruanda (FDLR), rebeldes hutus ruandeses que operan en las provincias de Kivu del Norte y del Sur. Kabila acusó a Ruanda de usar a los hutus como un "pretexto para mantener su control e influencia en el área". Ha habido un conflicto en curso en las provincias orientales del Congo desde 2004, durante el cual Kagame ha respaldado dos grandes insurgencias. Esto incluyó una gran rebelión de 2005 a 2009, liderada por el tutsi congoleño Laurent Nkunda, así como la una rebelión llevada a cabo por el Movimiento 23 de Marzo (M23) bajo el liderazgo de Bosco Ntaganda, comenzando en 2012. Un informe filtrado de las Naciones Unidas en 2012 citó al ministro de defensa de Kagame, James Kabarebe, como efectivamente el comandante del M23. Las relaciones han mejorado desde 2016, ya que Kagame sostuvo una reunión bilateral con Kabila en Gisenyi. Cuando Félix Tshisekedi fue elegido presidente de la RDC en 2019, Kagame – el presidente de la UA en ese momento – pidió sin éxito una investigación de la UA sobre la elección. A pesar de esto, ha desarrollado una relación cercana con Tshisekedi desde la elección de este último, con cumbres tanto en Kinshasa como en Kigali. A partir de 2020, Kagame todavía enfrenta acusaciones de que las tropas ruandesas están activas dentro de las provincias de Kivu. Funcionarios congoleños como el miembro del parlamento de Walikale, Juvénal Munubo, así como civiles, han informado de avistamientos de soldados del RDF en la RDC, pero Kagame niega consistentemente estas afirmaciones.

#### Uganda y la Comunidad del África Oriental

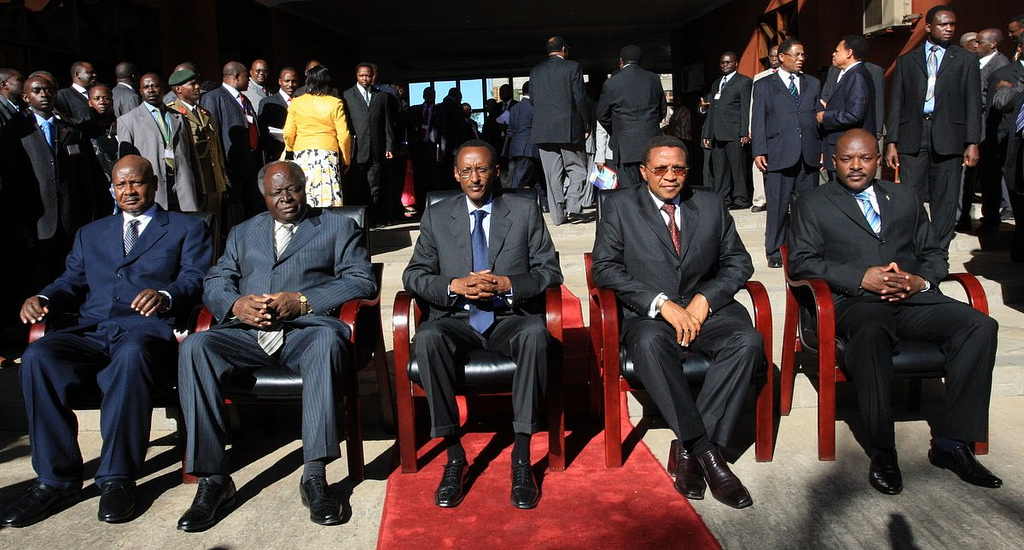
Kagame con los otros cuatro Jefes de Estado de la Comunidad del África Oriental en abril de 2009

Kagame pasó la mayor parte de su infancia y juventud viviendo en Uganda, y tiene una relación personal con el presidente Yoweri Museveni que se remonta a finales de la década de 1970; lucharon juntos en la Guerra del Monte de Uganda, y Kagame fue nombrado jefe de inteligencia militar en el ejército nacional de Museveni tras la victoria de la NRA en 1986. Cuando los soldados del RPF abandonaron el ejército ugandés e invadieron Ruanda en 1990, Museveni no los apoyó explícitamente, pero según Prunier es probable que tuviera conocimiento previo del plan. Museveni también permitió al RPF pasar de forma segura a través del territorio ugandés hasta las montañas Virunga después de sus primeras derrotas en la guerra, y reveló en una reunión de jefes de Estado en 1998 que Uganda había ayudado materialmente al RPF durante la Guerra Civil Ruandesa. Tras la victoria del RPF, los dos países disfrutaron de una estrecha relación política y comercial.
Ruanda y Uganda fueron aliados durante la Primera Guerra del Congo contra Zaire, con ambos países siendo instrumentales en la creación de la AFDL y comprometiendo tropas a la guerra. Las dos naciones unieron fuerzas nuevamente al comienzo de la segunda guerra del Congo, pero las relaciones se agriaron a finales de 1998, ya que Museveni y Kagame tenían prioridades muy diferentes en lalucha contra la guerra. A principios de 1999, el grupo rebelde RCD se dividió en dos, con Ruanda y Uganda apoyando facciones opuestas, y en agosto los ejércitos de Ruanda y Uganda se enfrentaron entre sí con artillería pesada en la ciudad congoleña de Kisangani. Las dos partes lucharon nuevamente en Kisangani en mayo y junio de 2000, causando la muerte de 120 soldados y alrededor de 640 civiles congoleños. Las relaciones se enfriaron lentamente en los años 2000, y para 2011 los dos países disfrutaban de una amistad cercana una vez más. Surgió un nuevo conflicto entre Kagame y Museveni a principios de 2019, ya que los dos países entraron en conflicto sobre comercio y política regional. Kagame acusó al gobierno de Museveni de apoyar a la FDLR y hostigar a los ciudadanos ruandeses en Uganda, lo que llevó a Ruanda a establecer un bloqueo de camiones en la frontera. Museveni acusó a Ruanda de enviar tropas a su territorio, incluido un incidente en el distrito de Rukiga en el que un ciudadano ugandés fue asesinado. La frontera entre Ruanda y Uganda se reabrió el 31 de enero de 2022.
En 2007, Ruanda se unió a la Comunidad del África Oriental, una organización intergubernamental para la región de África Oriental que comprende Uganda, Kenia, Tanzania, Burundi y Ruanda. La adhesión del país requirió la firma de varios acuerdos con los otros miembros, incluyendo un pacto de intercambio de inteligencia de defensa, una unión aduanera y medidas para combatir el tráfico de drogas. Los países de la Comunidad establecieron un mercado común en 2011, y planean una mayor integración, incluyendo movimientos hacia una federación política. La comunidad también ha establecido un Instituto Monetario de África Oriental, que tiene como objetivo introducir una moneda única para 2024.

#### Francia

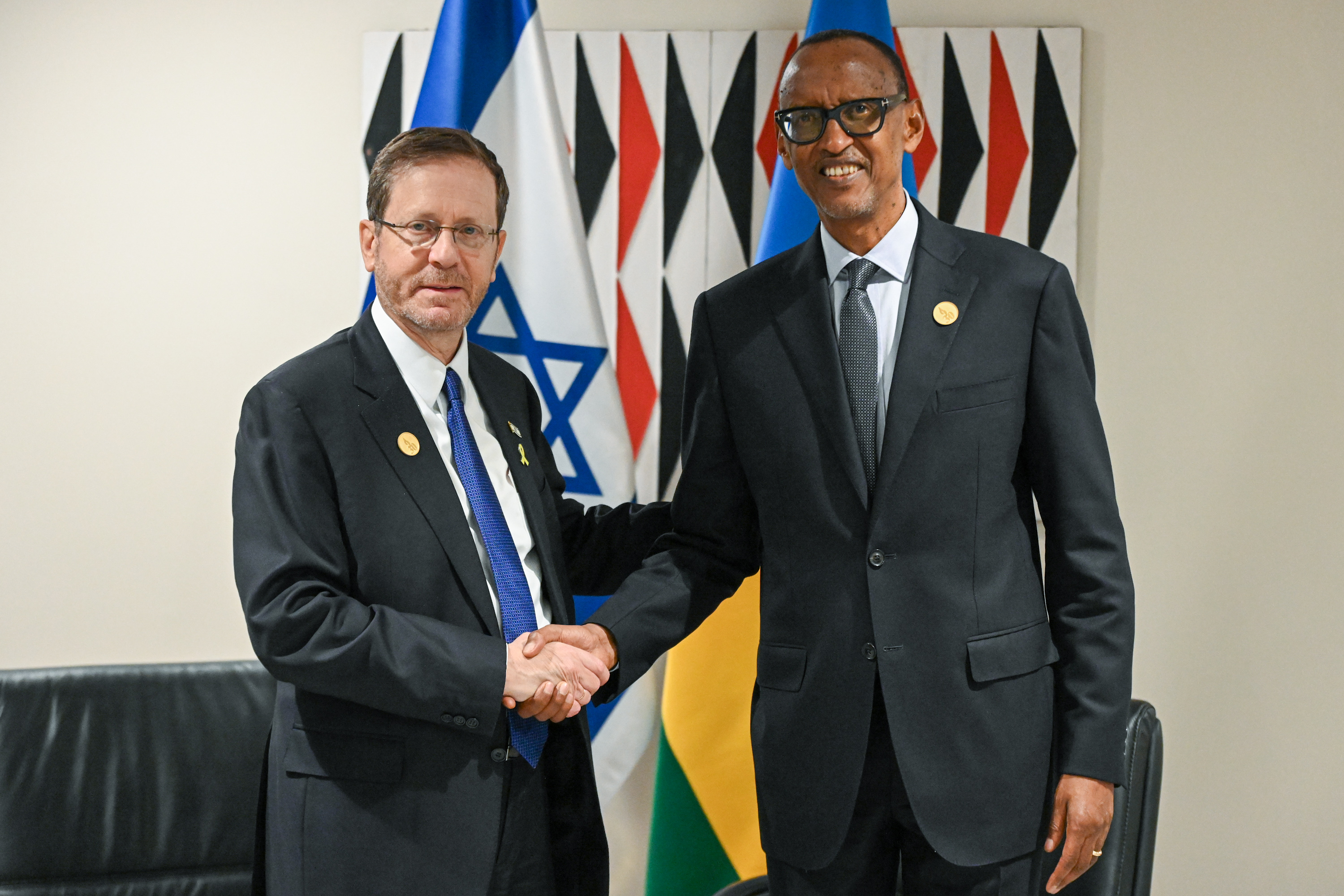
Kagame con el presidente israelí Isaac Herzog el 7 de abril de 2024

Francia mantuvo estrechos lazos con el presidente Habyarimana durante sus años en el poder, como parte de su política de Françafrique. Cuando el RPF lanzó la Guerra Civil Ruandesa en 1990, Habyarimana recibió inmediatamente asistencia del presidente de Francia, François Mitterrand. Francia envió 600 paracaidistas, quienes efectivamente dirigieron la respuesta del gobierno a la invasión y fueron instrumentales en recuperar casi todo el territorio que el RPF había ganado en los primeros días de la guerra. Francia mantuvo esta presencia militar durante toda la guerra, enfrentándose nuevamente a las fuerzas del RPF de Kagame en febrero de 1993 durante la ofensiva que duplicó el territorio del RPF. En las etapas finales del genocidio de Ruanda en 1994, Francia lanzó la Opération Turquoise, una misión mandatada por las Naciones Unidas para crear zonas humanitarias seguras para la protección de personas desplazadas, refugiados y civiles en peligro; muchos ruandeses la interpretaron como una misión para proteger a los hutus del RPF, incluyendo a algunos que habían participado en el genocidio. Los franceses permanecieron hostiles al RPF, y su presencia detuvo temporalmente el avance de Kagame en el suroeste de Ruanda.
Francia continuó evitando al nuevo gobierno del RPF tras el fin del genocidio y la retirada de la Opération Turquoise. Las relaciones diplomáticas finalmente se restablecieron en enero de 1995, pero permanecieron tensas ya que Ruanda acusaba a Francia de ayudar a los genocidaires, mientras Francia defendía sus intervenciones. En 2006, el juez francés Jean-Louis Bruguière publicó un informe sobre el asesinato del presidente Habyarimana, que concluía que Kagame había ordenado el derribo del avión. Bruguière emitió posteriormente órdenes de arresto contra nueve de los colaboradores cercanos de Kagame. Kagame negó las acusaciones e inmediatamente rompió las relaciones diplomáticas con Francia. Las relaciones comenzaron a mejorar en 2008, y la diplomacia se reanudó a finales de 2009. En 2010, Nicolas Sarkozy se convirtió en el primer presidente francés en visitar Ruanda desde el genocidio, admitiendo por primera vez que Francia cometió "graves errores de juicio". Kagame correspondió con una visita oficial a París en 2011.

#### Estados Unidos, Reino Unido y la Commonwealth

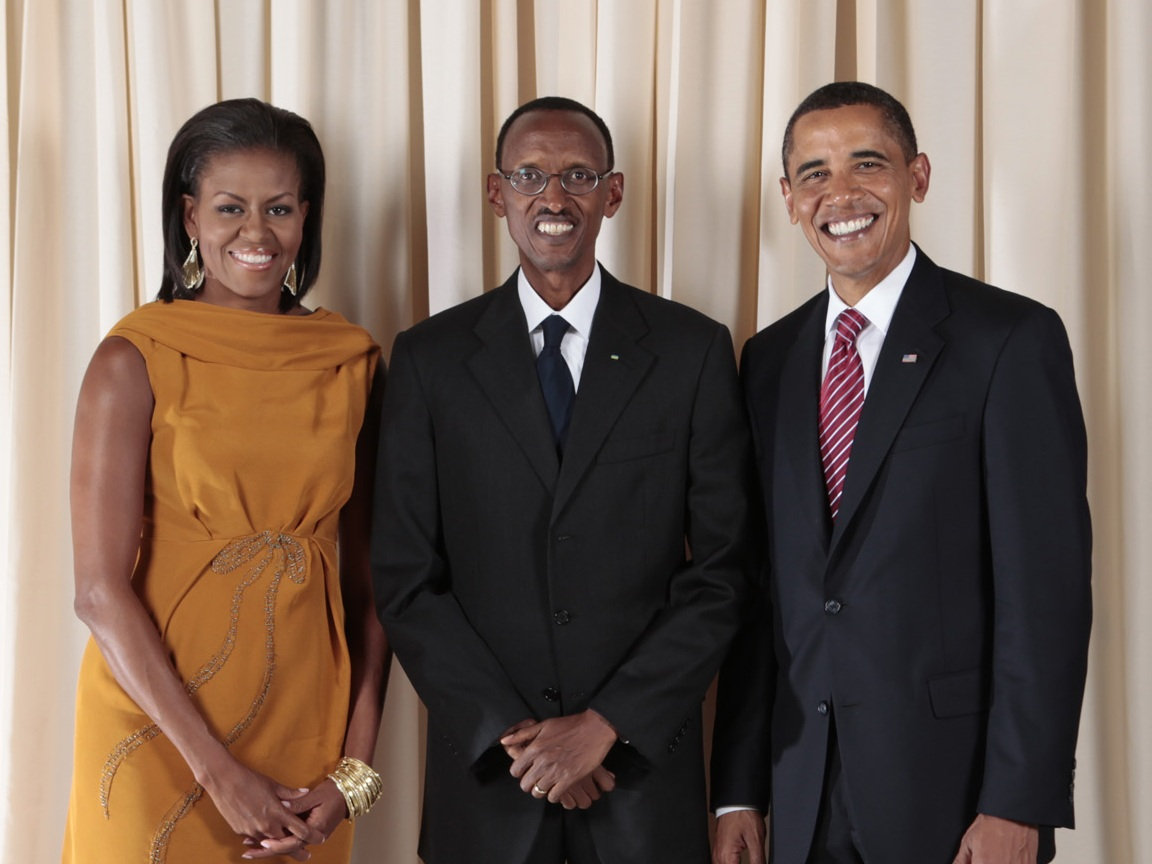
Paul Kagame con el presidente de los Estados Unidos Barack Obama y la primera dama Michelle Obama en septiembre de 2009

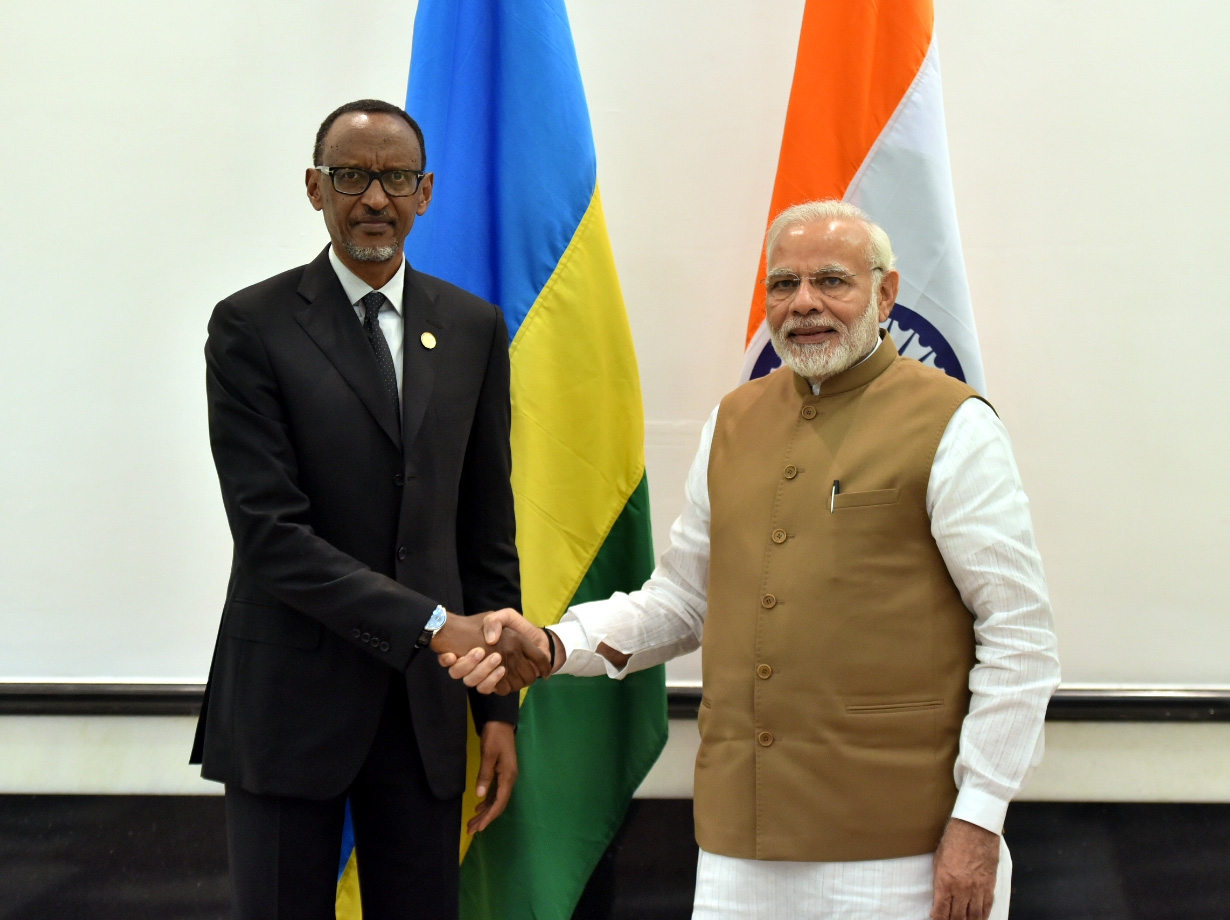
Kagame con el primer ministro indio Narendra Modi en 2018

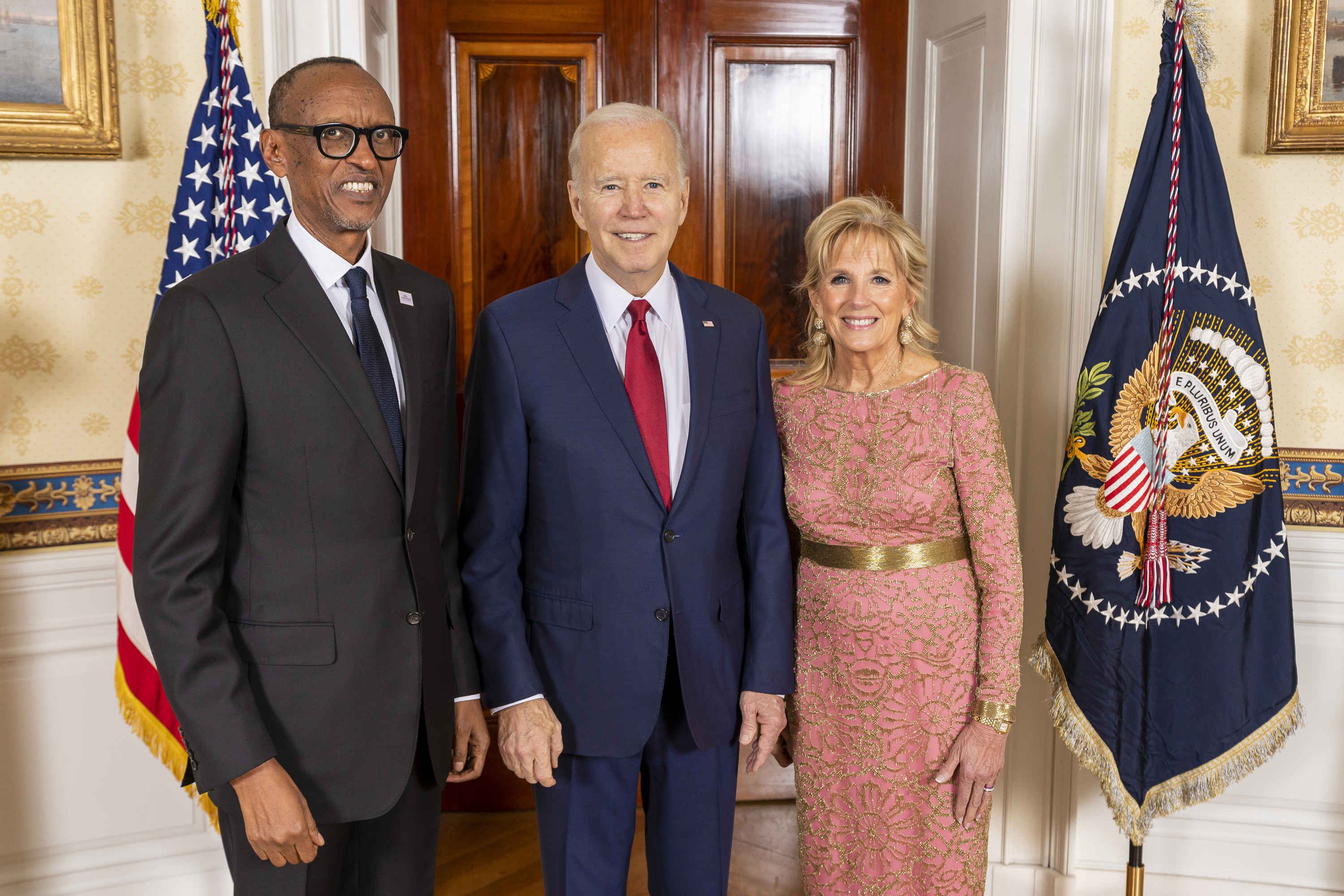
Kagame con el presidente de los Estados Unidos Joe Biden en la Cumbre de Líderes Estados Unidos-África 2022

Desde el fin del genocidio ruandés en 1994, Ruanda ha mantenido una estrecha relación con el mundo angloparlante, en particular con los Estados Unidos (EE. UU.) y el Reino Unido (RU). Ambos países han apoyado en gran medida el programa de estabilización y reconstrucción del RPF, con el RU donando sumas importantes cada año en forma de apoyo presupuestario, y los EE. UU. proporcionando ayuda militar además de apoyar proyectos de desarrollo. Como presidente, Kagame ha criticado la falta de respuesta de Occidente al genocidio, y el RU y los EE. UU. han respondido admitiendo su culpa sobre el asunto: Bill Clinton, quien era presidente de los Estados Unidos durante el genocidio, ha descrito su fracaso en actuar contra las matanzas como un "fracaso personal". Durante la década de 2000, Clinton y el primer ministro del RU, Tony Blair, elogiaron el progreso del país bajo Kagame, citándolo como un modelo receptor de fondos internacionales para el desarrollo, y Clinton se refirió a Kagame como "uno de los mayores líderes de nuestro tiempo". Tanto Clinton como Blair han mantenido su apoyo al país más allá del final de sus mandatos, Clinton a través de la Iniciativa Global Clinton y Blair en su papel de asesor no remunerado del gobierno ruandés.
Como parte de su política de mantener estrechas relaciones con países de habla inglesa, Kagame buscó la membresía en la Mancomunidad de Naciones, que le fue concedida en 2009. Ruanda fue solo el segundo país, después de Mozambique, en unirse a la Commonwealth sin haber tenido vínculos coloniales con el Imperio Británico. Kagame asistió a la posterior Reunión de jefes de Gobierno de la Commonwealth en Perth, Australia, donde se dirigió al Foro Empresarial. Ruanda también solicitó con éxito un asiento rotatorio en el Consejo de Seguridad de las Naciones Unidas en 2012, asumiendo la presidencia de esa organización en abril de 2013.
Las relaciones de Kagame con los EE. UU. y el RU se tensaron a principios de la década de 2010, tras acusaciones de que Ruanda estaba apoyando al movimiento rebelde M23 en el este del Congo. El RU suspendió su programa de ayuda presupuestaria en 2012, congelando una donación de 21 millones de libras esterlinas. Otros países europeos como Alemania también suspendieron el apoyo presupuestario general a partir de 2008. Los pagos de estos países se restauraron gradualmente a partir de 2013, pero en forma de apoyo presupuestario sectorial y apoyo para programas específicos. Los EE. UU. también congelaron parte de su programa de ayuda militar a Ruanda en 2012, aunque no llegaron a suspenderla por completo. Para 2020, los EE. UU. seguían siendo partidarios del gobierno de Kagame y eran el mayor donante bilateral de Ruanda.

#### China y movimientos hacia la autosuficiencia
China ha estado invirtiendo en la infraestructura de Ruanda desde 1971, con proyectos iniciales que incluyen hospitales en Kibungo y Masaka. Bajo la presidencia de Kagame, el comercio entre ambos países ha crecido rápidamente. El volumen de comercio aumentó cinco veces entre 2005 y 2009, y se duplicó nuevamente en los siguientes tres años, alcanzando un valor de 160 millones de dólares estadounidenses en 2012. Los proyectos completados incluyen la renovación de la red vial de Kigali, financiada con un préstamo del gobierno chino y realizada por la Corporación de Construcción de Caminos y Puentes de China; la Torre de la Ciudad de Kigali, construida por la Construcción de Ingeniería Civil de China; y un servicio de televisión de pago operado por Star Media.
Kagame ha elogiado públicamente a China y su modelo de relaciones con África, afirmando en una entrevista de 2009 que "los chinos traen lo que África necesita: inversión y dinero para gobiernos y empresas". Esto contrasta con los países occidentales, a quienes Kagame acusa de centrarse demasiado en dar ayuda al continente en lugar de construir una relación comercial; también cree que mantienen productos africanos fuera del mercado mundial mediante el uso de altos aranceles. China no se involucra abiertamente en los asuntos internos de los países con los que comercia, por lo tanto, no ha seguido a Occidente en criticar el presunto involucramiento de Kagame en la guerra en el Congo.
El objetivo final de Kagame en las relaciones internacionales es mover a Ruanda de ser un país dependiente de ayuda y préstamos de donantes hacia la autosuficiencia, comerciando con otros países en igualdad de condiciones. En un artículo de 2009, Kagame escribió que "el propósito principal de la ayuda debería ser, en última instancia, solucionarse a sí misma", y por lo tanto debería centrarse en la autosuficiencia y el desarrollo del sector privado. Kagame citó como ejemplo a los países donantes que proporcionan fertilizantes gratuitos a los agricultores; él considera que esto es incorrecto porque perjudica a las empresas locales de fertilizantes, impidiendo que crezcan y se vuelvan competitivas. En 2012, Kagame lanzó el Fondo de Desarrollo Agaciro, siguiendo propuestas hechas en una sesión de diálogo nacional en 2011. Agaciro es un fondo solidario cuyo objetivo es proporcionar finanzas para el desarrollo obtenidas dentro de Ruanda, complementando la ayuda recibida del extranjero. El fondo invita contribuciones de los ciudadanos ruandeses, tanto dentro del país como en la diáspora, así como de empresas privadas y "amigos de Ruanda". El fondo asignará sus fondos basándose en consultas con la población, financiando proyectos que contribuyan al programa Visión 2020.

## Asesinatos
Durante el mandato de Kagame como vicepresidente y presidente, ha sido vinculado con asesinatos y desapariciones de opositores políticos, tanto en Ruanda como en el extranjero. En un informe de 2014 titulado "Represión a través de las fronteras", Human Rights Watch documenta al menos 10 casos que involucran ataques o amenazas contra críticos fuera de Ruanda desde finales de la década de 1990, citando su crítica al gobierno ruandés, al RPF o a Kagame. Ejemplos incluyen el asesinato de Sendashonga en 1998, los intentos de asesinato contra Nyamwasa en Sudáfrica, así como el asesinato del exjefe de inteligencia Patrick Karegeya en Sudáfrica el 31 de diciembre de 2013. Hablando sobre el asesinato de Karegeya, Kagame expresó su aprobación, diciendo "quien traicione al país pagará el precio, se lo aseguro". En 2015, un ex oficial militar ruandés testificó ante el Congreso de los Estados Unidos que el gobierno ruandés le había ofrecido 1 millón de dólares para asesinar a Karegeya y al general crítico de Kagame, Kayumba Nyamwasa. Después de su testimonio, este oficial mismo enfrentó amenazas en Bélgica, al igual que un periodista canadiense. En diciembre de 2017, un tribunal sudafricano encontró que el gobierno ruandés continuaba planeando el asesinato de sus críticos en el extranjero.

## Presidente de la Unión Africana
Kagame fue presidente de la Unión Africana desde el 28 de enero de 2018 hasta el 10 de febrero de 2019. Durante su mandato, Kagame promovió el Mercado Único de Transporte Aéreo Africano (SAATM) y el Área de Libre Comercio Continental Africana. El Área de Libre Comercio Continental fue propuesta y firmada el 21 de marzo de 2018 por 44 de los 55 países miembros de la UA. Para cuando dejó el cargo en febrero de 2019, el Área de Libre Comercio Continental ya había sido ratificada por 19 de los 22 países necesarios para que entrara oficialmente en vigor. Kagame también impulsó una reforma de las estructuras de la Unión Africana en un esfuerzo por mejorar su efectividad y hacerlas financieramente sostenibles.

## Imagen pública y personalidad

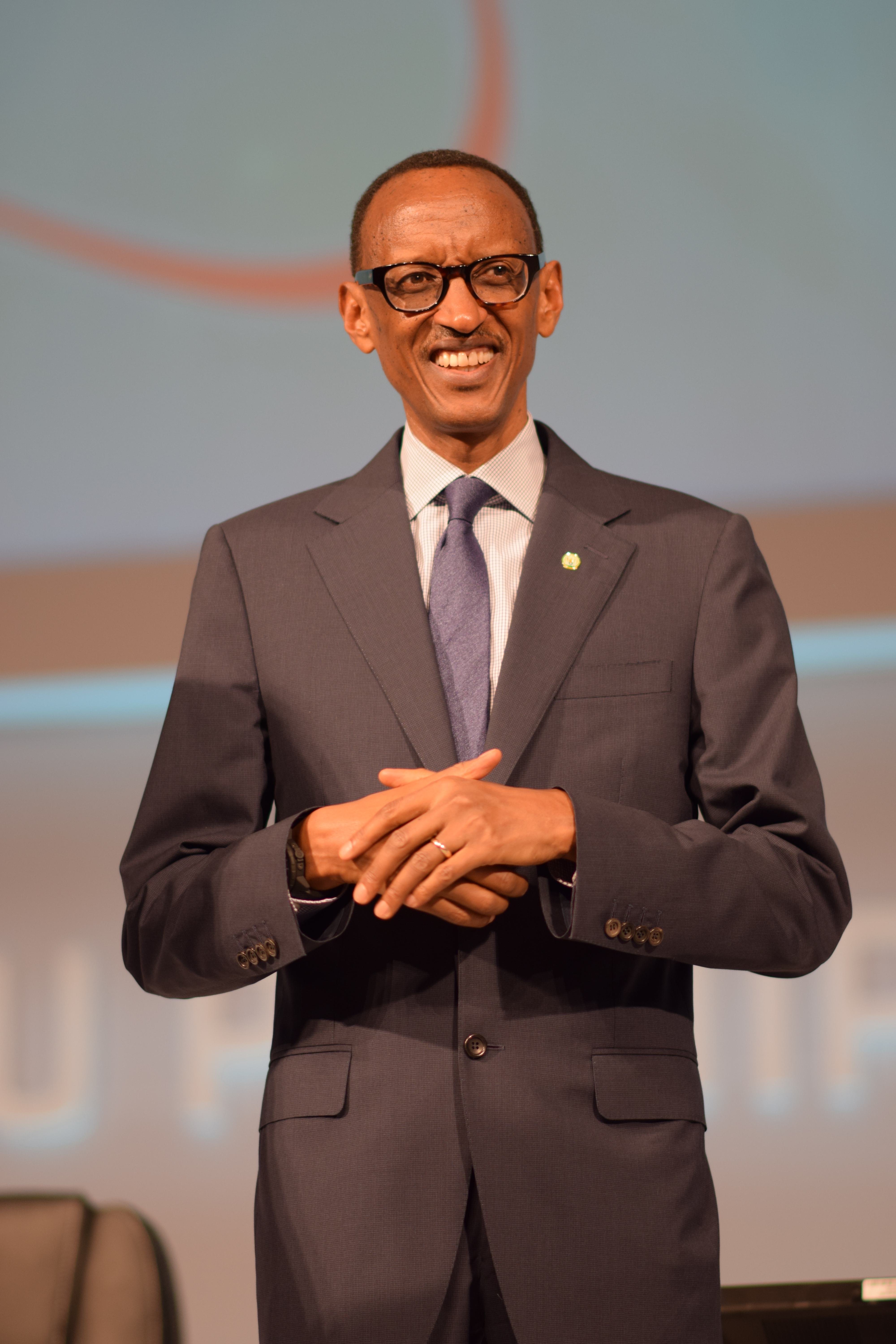
Kagame visitó la conferencia plenipotenciaria de la UIT de 2014 en Busan, Corea del Sur.

Las opiniones sobre su liderazgo varían ampliamente entre académicos y periodistas internacionales. Según el científico político Alexander Dukalskis, Kagame ha sido hábil en desarrollar una imagen positiva sofisticada de Ruanda en el extranjero. Dukalskis afirma que, para suprimir información negativa, el régimen de Kagame ha restringido el acceso a académicos y periodistas, y ha amenazado y asesinado a críticos del régimen. Otros, como Philip Gourevitch, autor del libro de 1998 We Wish to Inform You That Tomorrow We Will Be Killed with Our Families, se centran en sus logros en poner fin al genocidio después de que la comunidad internacional fracasara en hacerlo, así como en la reconciliación, el crecimiento económico, la inversión extranjera, la mejora de la salud pública y la educación. Esto es contrarrestado por autores como Judi Rever, quien destaca los crímenes de guerra cometidos por el RPF antes, durante y después del genocidio de 1994, los efectos de la guerra civil, los asesinatos de opositores y el totalitarismo de su régimen. En Repensando la Narrativa de Ruanda para el 25.º Aniversario, Gerald Caplan sostiene que se requiere una nueva narrativa para reconciliar estos puntos de vista conflictivos, incorporando aspectos de ambas perspectivas y "encontrando el equilibrio adecuado entre lo antiguo y lo recientemente revisado".
En Ruanda, el RPF de Kagame es visto como un partido dominado por los tutsis, y en los años posteriores al genocidio de 1994, fue profundamente impopular entre los hutus, que constituyen el 85% de la población. Aproximadamente dos millones de hutus vivieron como refugiados en países vecinos hasta 1996, cuando Kagame los obligó a regresar a casa. Muchos hutus también apoyaron la insurgencia transfronteriza a finales de la década de 1990 contra Kagame por parte de las fuerzas derrotadas del régimen anterior. Para 1999, el RPF había debilitado a los insurgentes y tutsis y hutus comenzaron a vivir juntos pacíficamente en el noroeste. Kayumba Nyamwasa, en ese momento aún parte del ejército ruandés, dijo que "el ambiente había cambiado", atribuyendo un cambio en la actitud hutu a un cambio en el "equilibrio de fuerzas en el país", con los genocidas sin "ninguna posibilidad de regresar al poder". A partir de 2021, con la falta de libertad de expresión en Ruanda, y elecciones que generalmente se consideran carentes de libertad y equidad, la popularidad de Kagame entre la población ruandesa es desconocida. Los periodistas Jason Burke de The Guardian y Rashid Abdallah de Al Jazeera describen al presidente como "auténticamente popular en Ruanda" y disfrutando de un "apoyo público abrumador" respectivamente. La periodista británica y autora Michela Wrong y Filip Reyntjens discrepan, con Wrong diciendo que "el nivel de invectiva que Kagame dedica al Congreso Nacional de Ruanda, la cantidad de energía que ha dedicado a tratar de hacer que Uganda y Sudáfrica expulsen, extraditen o cierren a estos jugadores, sugiere que los ve como una amenaza real".

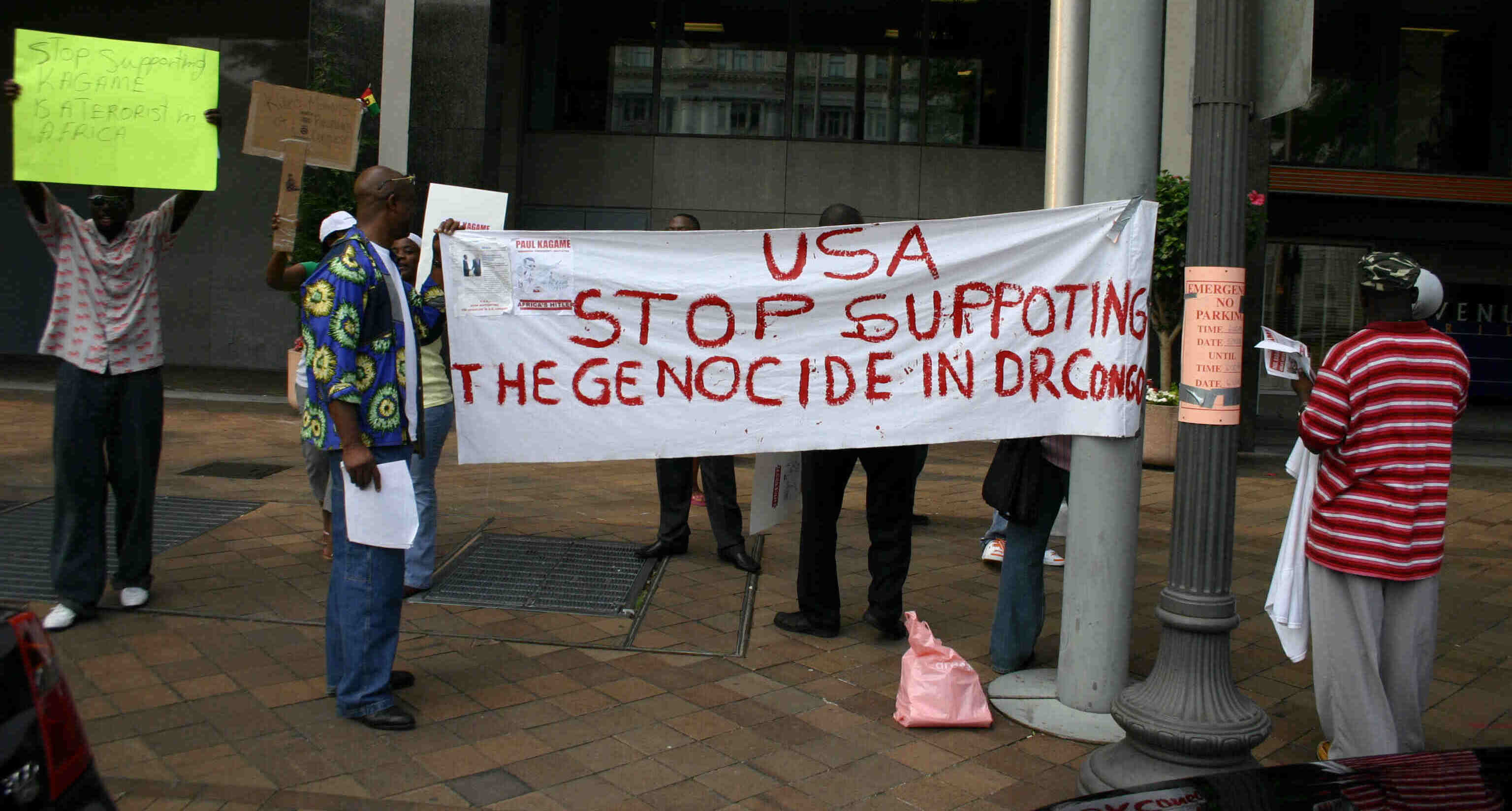
Protestas contra Kagame durante su visita en mayo de 2006 a la Casa Blanca. La pancarta en el centro dice que los Estados Unidos deberían "dejar de apoyar el genocidio en la RD Congo".

La imagen de Kagame entre los líderes extranjeros fue muy positiva hasta finales de la década de 2000. Se le atribuyó poner fin al genocidio, llevar paz y seguridad a Ruanda y lograr desarrollo. Desde 2010, la comunidad internacional ha criticado cada vez más a Kagame tras la filtración de un informe de las Naciones Unidas que alegaba el apoyo de Ruanda al movimiento rebelde M23 en el Congo. En 2012, el Reino Unido, Alemania, los Países Bajos y varios otros países suspendieron programas de apoyo presupuestario a Ruanda, redirigiendo gran parte de su ayuda a asistencia basada en proyectos.
Describiendo la personalidad de Kagame, Roméo Dallaire ha escrito que tiene un "aire estudioso que no logra ocultar su intensidad de halcón". El periodista estadounidense Stephen Kinzer, quien escribió la biografía A Thousand Hills: Rwanda's Rebirth and the Man Who Dreamed It en colaboración con Kagame mismo, lo describe como "uno de los líderes más intrigantes de África". A pesar de elogiar las habilidades de liderazgo de Kagame, Kinzer también menciona una personalidad de "impaciencia crónica, ira apenas contenida y desprecio impulsivo por los críticos". En una entrevista con Richard Grant del Daily Telegraph, Kagame dijo que duerme solo cuatro horas por noche, dedicando el resto de su día al trabajo, ejercicio, familia y lectura de textos académicos y periódicos extranjeros. Cuando se le preguntó sobre su reputación de golpear físicamente a sus subordinados por el periodista Jeffrey Gettleman, Kagame dijo: "Puedo ser muy duro, puedo cometer errores así".
Kagame ha recibido muchos honores y premios durante su presidencia. Estos incluyen títulos honoríficos y medallas de varias universidades occidentales, así como los máximos galardones otorgados por los países de Liberia y Benín. El torneo de fútbol de la Council for East and Central Africa Football Associations ha sido nombrado Kagame Interclub Cup desde 2002, debido al patrocinio de Kagame al evento. Kagame apoya al Arsenal F.C.